# Piton de la Fournaise
Pour les articles homonymes, voir Piton (homonymie).
Le piton de la Fournaise, culminant à 2 632 mètres d'altitude, est le volcan actif de l'île de La Réunion, département et région d'outre-mer de France, située dans l'océan Indien. Il correspond au sommet et au flanc oriental du massif du Piton de la Fournaise, un volcan bouclier qui constitue 40 % de l'île dans sa partie sud-est.
Le piton de la Fournaise compte parmi les volcans les plus actifs de la planète : par la fréquence des nouvelles éruptions (en moyenne une tous les neuf mois au cours des dix dernières années), il tient probablement le premier rang mondial ; par le volume moyen émis de lave (estimé à 0,32 m3 s−1), il est environ dix fois moins productif que le Kīlauea, mais comparable à l'Etna. Depuis l'installation en 1979 de l'observatoire volcanologique, le piton de la Fournaise est l'un des volcans les plus surveillés au monde. L'accès est relativement aisé, notamment par la route forestière du Volcan ou par la route des Laves, ce qui permet parfois au public d'assister au spectacle des fontaines et des coulées de lave, caractéristiques des éruptions effusives de ce volcan rouge.
Comme ceux d'Hawaï, le piton de la Fournaise est un volcan de point chaud. Il serait alimenté par un panache mantellique actif depuis plus de 65 millions d'années, qui au fil de la dérive des plaques tectoniques a d'abord créé les trapps du Deccan en Inde, puis les îles Laquedives, les Maldives, l'archipel des Chagos et enfin les Mascareignes.

## Géographie

### Topographie

Animation représentant le piton de la Fournaise en trois dimensions.

Vue aérienne orthophotographique.

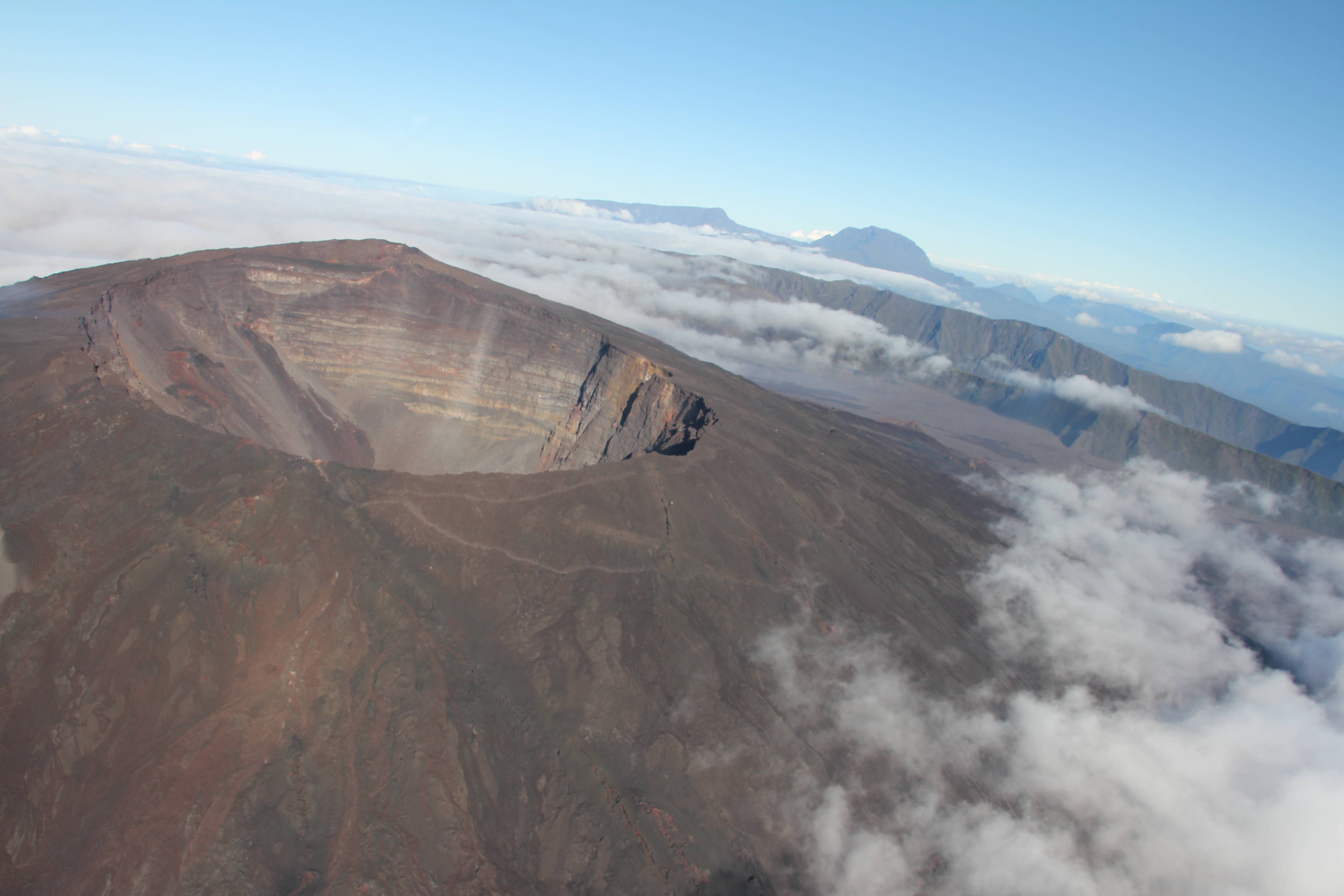
Vue aérienne du cratère Dolomieu.

Le piton de la Fournaise est constitué d'un large dôme situé au milieu d'une grande zone d'affaissement appelée enclos Fouqué.
L'enclos forme un grand « U », d'environ treize kilomètres de longueur sur neuf kilomètres de largeur, ouvert à l'est sur l'océan Indien. À terre, il est entièrement ceinturé de falaises, appelées remparts, qui le surplombent d'une hauteur de 100 à 400 mètres. Le profil en long de l'enclos est celui d'un toboggan. La partie haute, dite « l'enclos Fouqué » (au sens strict), est une zone assez plate comprise entre 2 200 et 2 000 mètres d'altitude. La partie médiane, qui présente une très forte déclivité jusque vers 450 mètres d'altitude, porte bien son nom de Grandes Pentes. Quant à la partie basse, dénommée Grand Brûlé, elle s'étale plus doucement jusqu'au rivage.
Le cône du piton de la Fournaise, d'un diamètre d'environ 3 km, surmonte l'enclos Fouqué jusqu'à l'altitude actuelle de 2 632 mètres. Le bord oriental du cône se situe à la limite des Grandes Pentes. La partie sommitale présente deux cratères :
- le cratère Bory, situé à l’ouest, est le plus petit avec 350 mètres de longueur et 200 mètres de largeur. Déjà présent au début de la colonisation de l’île, il est nommé lors même de l'expédition menée en 1801 par Jean-Baptiste Bory de Saint-Vincent, naturaliste et géographe français qui fut le premier à décrire scientifiquement le piton de la Fournaise et à réaliser la première carte des coulées de ce volcan en 1802 ;
- le cratère Dolomieu, situé à l’est, est le plus grand cratère avec 1 000 mètres de longueur et 700 mètres de largeur. Il ne serait apparu qu'en 1791 à la suite de l’effondrement d’une chambre magmatique sommitale. Il est ainsi nommé par Bory en hommage à Déodat Gratet de Dolomieu (1750-1801), géologue et minéralogiste français spécialiste du basalte. À la suite de la vidange de la chambre magmatique à la fin de l'éruption de début avril 2007, la quasi-totalité du fond du cratère s'est effondré le 7 avril pour atteindre une profondeur de 300 mètres par rapport aux bords du cratère[8].

Deux singularités notables se distinguent dans la partie nord de l'enclos :
- une zone de suraffaissement d'environ 2,5 km de diamètre, la plaine des Osmondes ;
- un pointement rocheux isolé s'élevant à 1 368 m, le piton de Crac, vestige d'un relief antérieur à la formation de l'enclos.

La partie active du piton de la Fournaise s'étend cependant au-delà des limites de l'enclos. En effet la zone préférentielle d'écartement (ou rift-zone) où se produisent les fractures éruptives, forme un croissant plus évasé que le « U » de l'enclos. Cette bande de fragilité qui passe par le sommet rejoint l'océan dans les régions de Saint-Philippe au sud et de Sainte-Rose au nord, où peuvent se produire occasionnellement des éruptions dites « hors-enclos ».

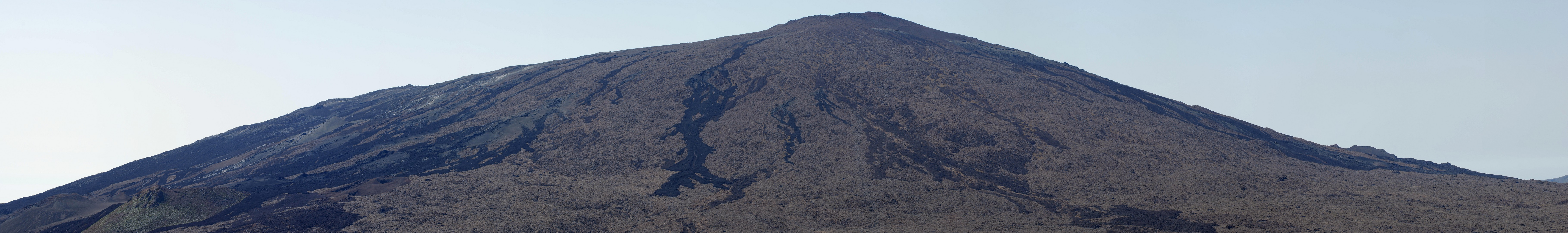
Panorama du piton de la Fournaise (flanc exposé à l'ouest).

### Faune et flore

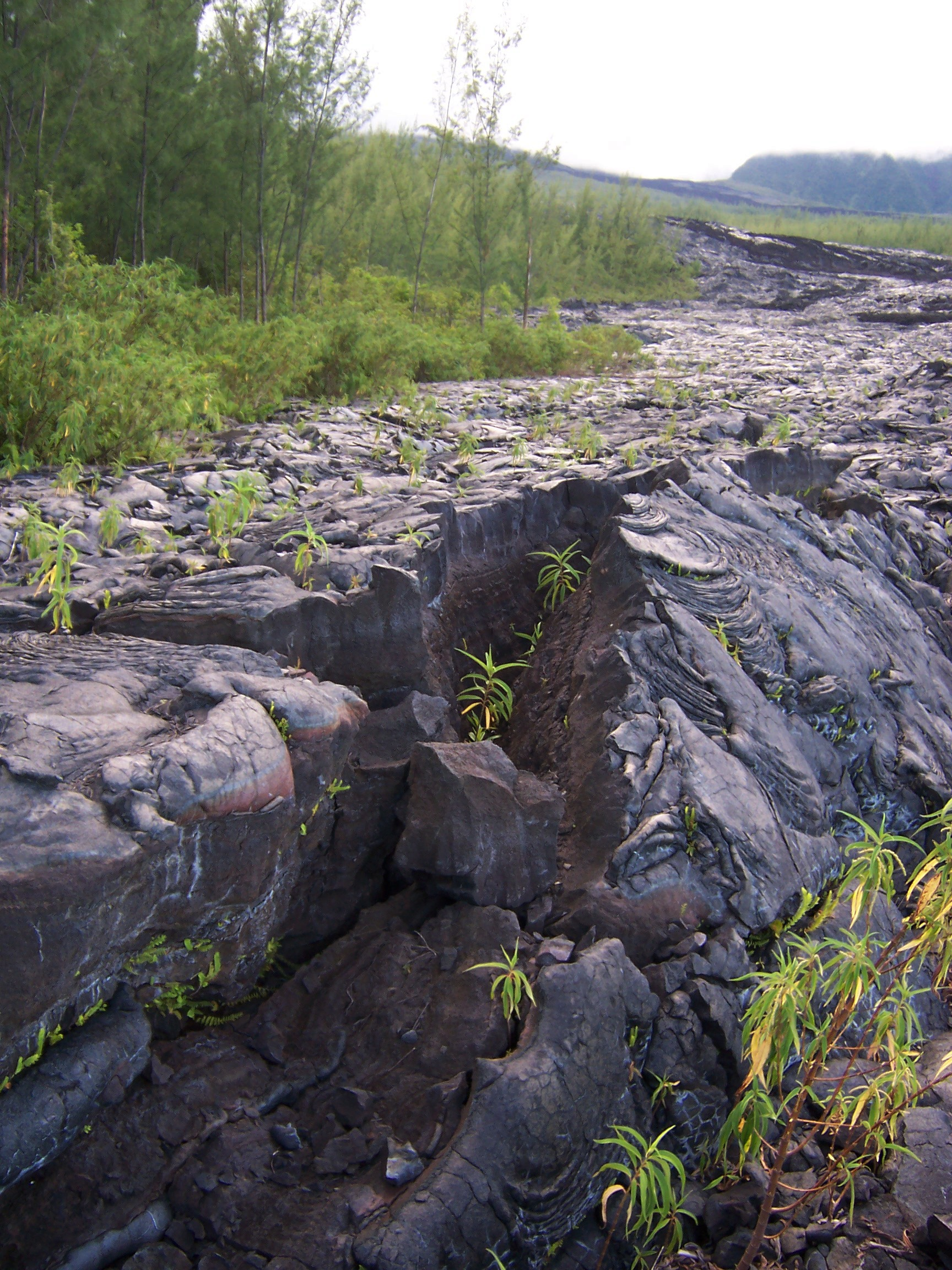
Recolonisation végétale d'une coulée de type pāhoehoe vieille de 3 ans.

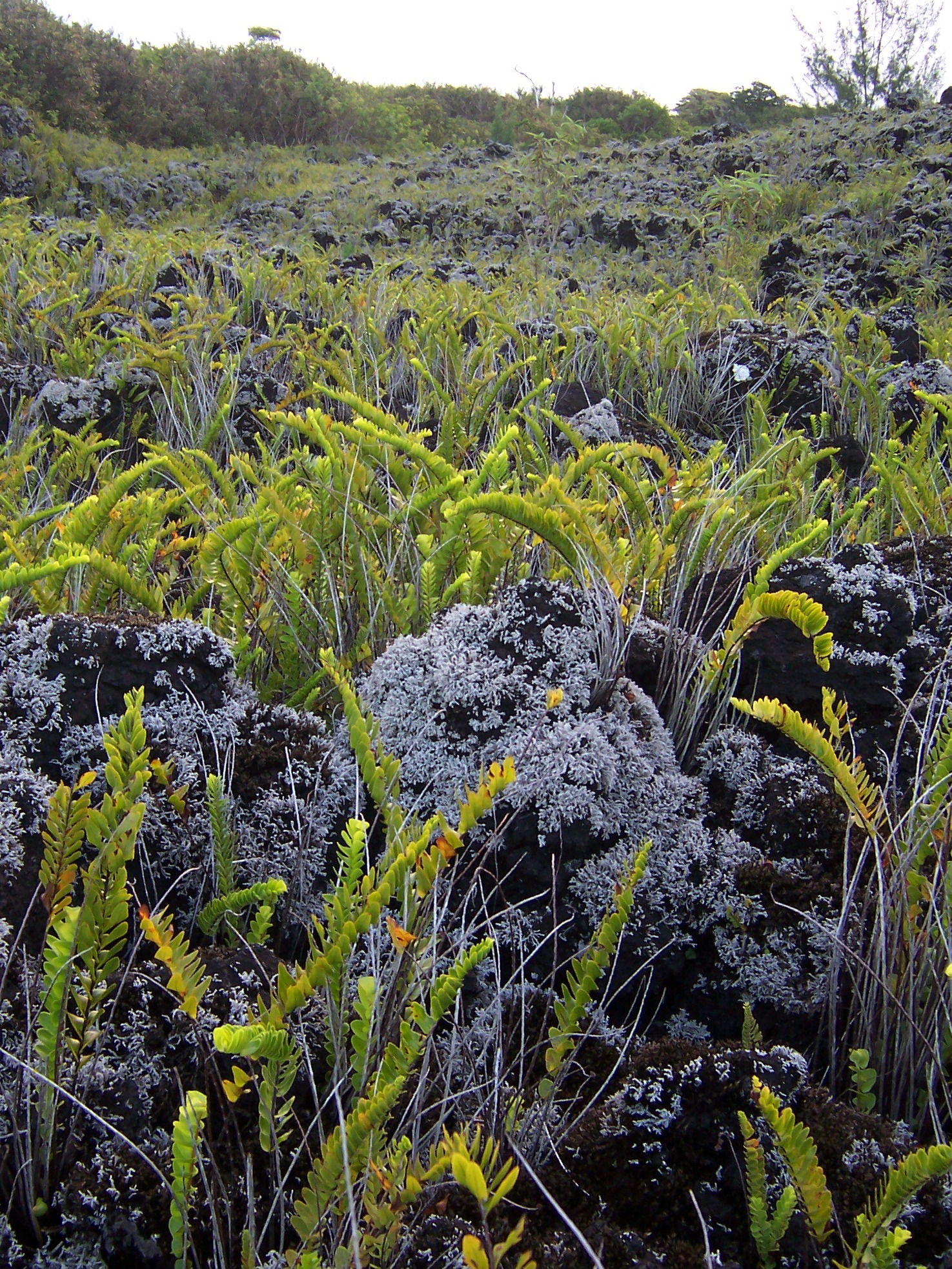
Recolonisation végétale par des fougères et des lichens d'une coulée de type ʻaʻā vieille de 21 ans.

La fréquence des éruptions et l'abondance des coulées renouvellent sans cesse la configuration du piton de la Fournaise et de ses pentes et maintiennent les paysages dans une dominante minérale. Cependant, dès que les laves sont complètement refroidies, des processus de colonisation végétale peuvent se mettre en œuvre.
Les lichens sont généralement les premiers à s'installer, suivis par des fougères puis par une végétation arbustive ou arborée. Le phénomène est peu sensible en altitude où les conditions climatiques sont rudes et où les buissons restent très clairsemés, mais en partie basse la forêt reprend en quelques dizaines d'années possession du terrain. Dans cette dynamique d'installation, les espèces pionnières indigènes comme les bois de rempart se font aujourd'hui le plus souvent supplanter par des espèces exotiques envahissantes comme les filaos, les goyaviers de Chine ou les bois chapelet.
L'enclos est une zone complètement inhabitée et non cultivée (hormis quelques plantations de vanille en sous-bois dans la partie basse). La route nationale 2, qui traverse la partie basse du Grand Brûlé constitue le seul équipement présent ; elle est surnommée à cet endroit la « route des Laves ». Le site de pèlerinage de la « Vierge au parasol » qui se trouvait également dans l'enclos a été recouvert par une coulée en 2005 et la statue a été déplacée jusqu'au village de Piton Sainte-Rose.
En revanche, les zones actives adjacentes sont occupées par les villages de Bois-Blanc et de Piton Sainte-Rose sur la commune de Sainte-Rose, du Tremblet et de Takamaka sur la commune de Saint-Philippe. Le paysage y est très forestier, mais s'ouvre aussi sur des champs de canne à sucre et des plantations de palmistes.
Plusieurs coulées (1977, 2004, 2007) ont atteint la mer, et totalement réinitialisé le fond marin. La recolonisation de ce milieu minéral par la vie marine a fait l'objet d'un programme scientifique appelé « Biolave », qui s'est également intéressé aux remontées d'espèces abyssales rares, désorientées par les perturbations thermiques et chimiques de l'eau.

### Géologie

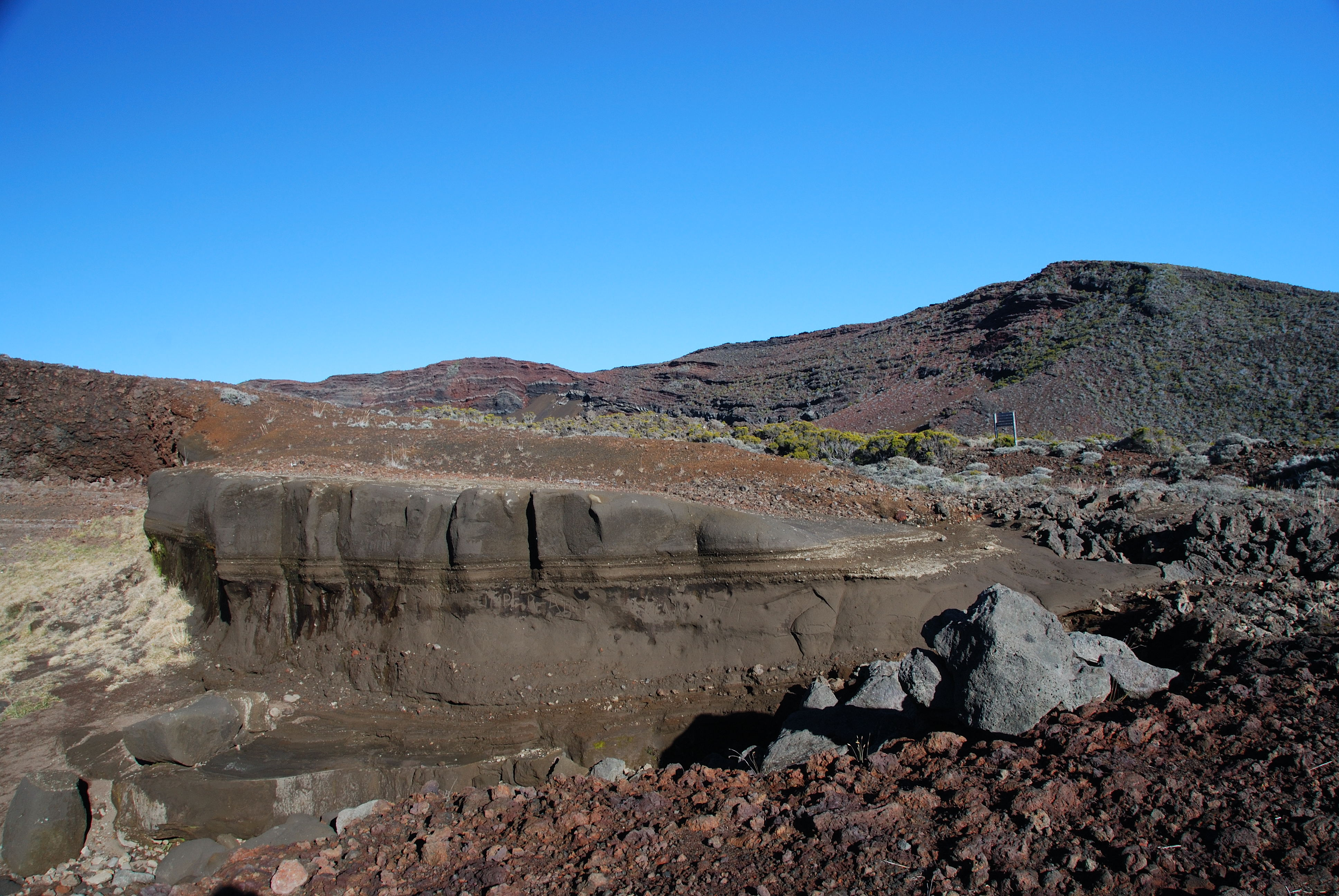
Les dépôts argilisés des « cendres de Bellecombe », particulièrement bien visibles au pied du Demi-Piton, un kilomètre environ avant le terminus de la route forestière du Volcan, sont caractéristiques d'un épisode phréatomagmatique violent.

Carte des coulées de lave émises lors des éruptions de 1972 à 2000.

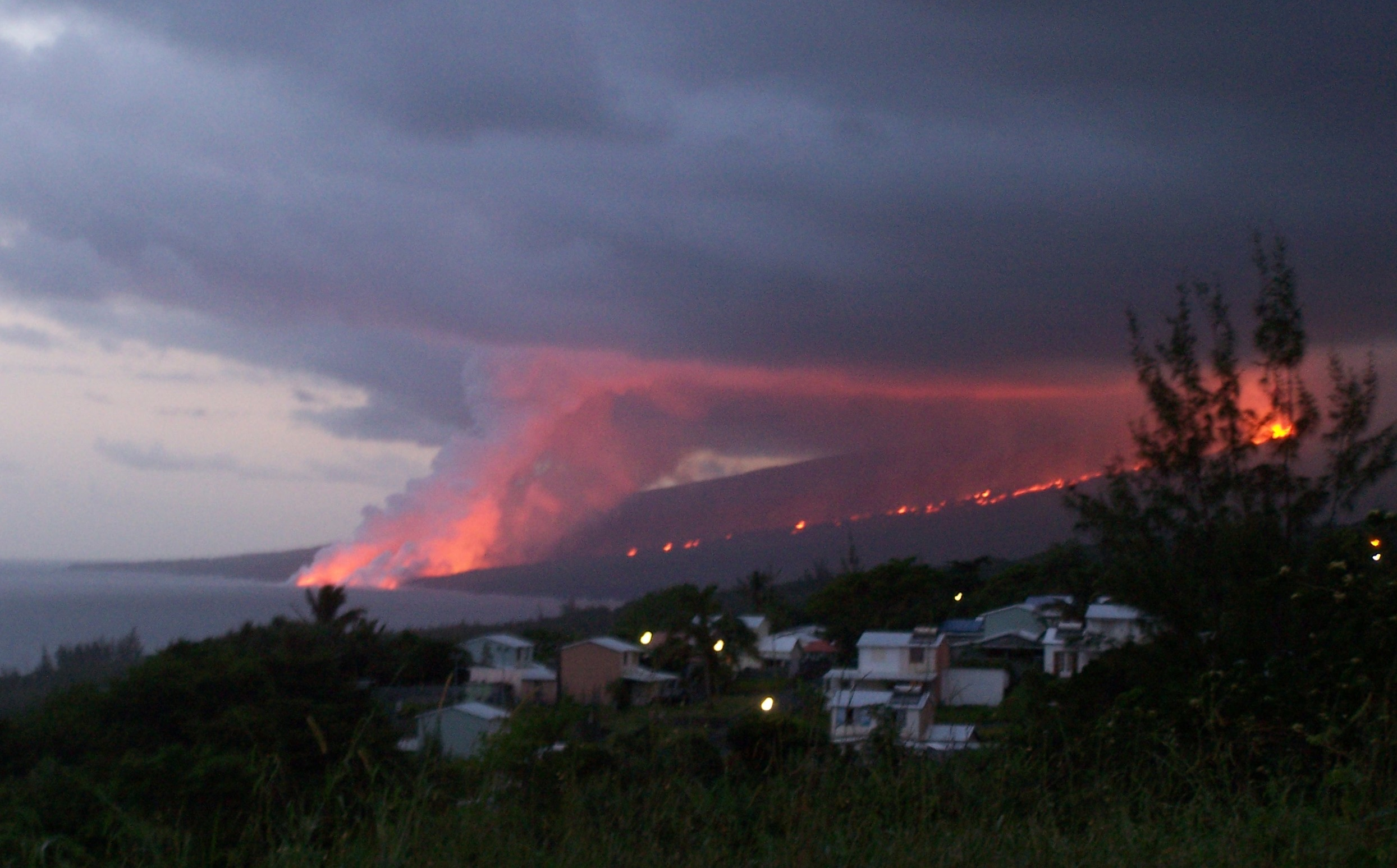
Éruption du piton de la Fournaise, avril 2007.

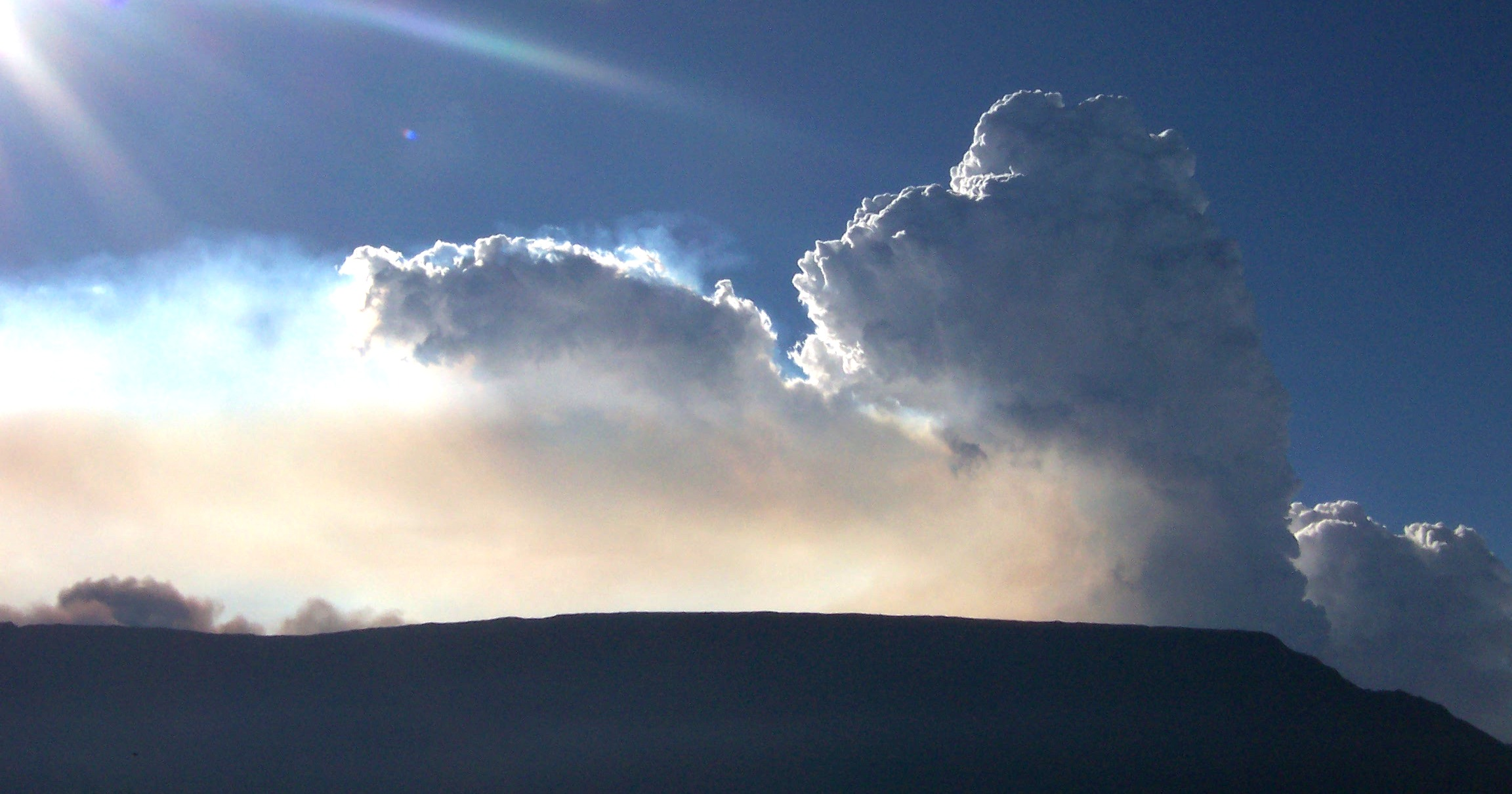
Panaches de l'éruption d'avril 2007,
de droite à gauche : grand panache de condensation provoqué par l'entrée de la lave dans l'océan, fumées rougeâtres et bleutées de l'éruption, nuage de poussière noire des effondrements du cratère Dolomieu.

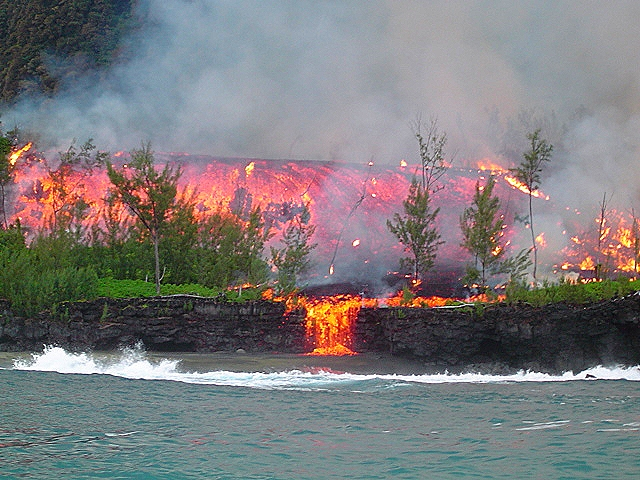
Coulée de février 2005.

Le piton de la Fournaise forme la partie actuellement active d'un volcan bouclier plus large : le massif du Piton de la Fournaise dont les roches les plus anciennes connues ont été formées il y a environ 530 000 ans. Ce massif constitue avec le massif du Piton des Neiges, d'âge plus ancien, l'île de La Réunion telle qu'on la voit de nos jours.
Le piton de la Fournaise, comme on le connaît aujourd'hui, date d'environ 4 700 ans. Cet âge correspond à l'effondrement majeur qui a donné naissance à l'enclos Fouqué en s'accompagnant d'explosions cataclysmiques.
Les traces de ces explosions prennent la forme de dépôts dits des cendres de Bellecombe visibles dans un rayon de dix kilomètres. Le contour de l'effondrement reste très clairement visible dans le paysage, formant une falaise continue de 150 à 200 mètres de dénivelé. Les éruptions qui ont ensuite suivi régulièrement ont reconstitué au centre de la zone d'affaissement le cône central du piton de la Fournaise.
La plupart des éruptions se produisent dans l'enclos ou dans les cratères sommitaux de manière effusive. Elles débutent par l'apparition d'une ligne de fissures longue de quelques centaines de mètres (parfois de plusieurs kilomètres) d'où les laves jaillissent en rideau. Puis au bout de quelques minutes à plusieurs heures, l'éruption se concentre en un seul ou en quelques points. À ces points de sortie, les laves sont propulsées de manière plus ou moins saccadée au rythme des coups de pression. Une partie de la lave libérée peut rester fluide et se répandre ; elle dévale les pentes sous forme de coulées de surface ou à l'intérieur de tunnels de lave. Une autre partie des laves libérées peut être projetée violemment à plusieurs dizaines de mètres en hauteur. Au cours de la projection, la lave se fige au contact de l'air et en retombant s'accumule au sol. Cela provoque l'édification de cônes de projections appelés localement pitons. Une même éruption peut connaître plusieurs phases avec apparition de nouvelles fissures et de nouveaux points de sortie.
Ce type d'éruption effusive survient en moyenne plus d'une fois par an (bien que parfois le piton de la Fournaise soit demeuré assoupi pendant plusieurs années consécutives) et ne présente pas de danger pour les populations. Les seuls risques à distance sont liés à l'émission éventuelle de cheveux de Pélé ou à une pollution atmosphérique par accumulation de gaz soufrés. Chaque éruption dure de quelques heures à plusieurs mois.
Il arrive cependant que certaines éruptions de ce type se produisent en dehors de l'enclos. Elles peuvent alors affecter des zones habitées, comme en 1977 où les coulées ont détruit une partie du village de Piton Sainte-Rose. Les éruptions hors-enclos surviennent en moyenne tous les cinquante ans mais à un rythme irrégulier ; au cours des trois derniers siècles certaines se sont succédé à simplement quelques mois ou quelques années d'intervalle.
De temps à autre il se déclenche par ailleurs des effondrements dus au poids des roches sur le toit d'une chambre magmatique qui s'est vidée latéralement. Ces phénomènes se manifestent en surface par la formation d'un cratère d'effondrement : les cratères Bory et Dolomieu en sont les exemples. Le cratère Dolomieu s'est ainsi effondré puis comblé à plusieurs reprises.
Si l'effondrement entraîne du magma ou des roches encore brûlantes au contact brutal de gisements d'eau contenus dans la structure du volcan, il peut se produire une explosion dite phréato-magmatique. Il apparaît alors un panache explosif qui projette des roches aux alentours et disperse des cendres sur l'île et au-delà. Une explosion importante serait survenue en 1860, car le pont du navire Marie-Elisa qui naviguait à trente kilomètres au nord-est de l'île fut couvert de cendres.
Plus récemment, une explosion en 1961 a formé un panache de cendres jusqu'à 6 000 mètres d'altitude et une autre en mars 1986 a créé dans le Dolomieu un cratère de plus de cent cinquante mètres de profondeur.
Le 6 avril 2007 a débuté une succession rapprochée d'effondrements dans le cratère Dolomieu, engloutissant en moins d'un mois environ 150 millions de m3 de roches dont l'essentiel dans les premières 24 heures et formant un puits estimé à plus 350 m de profondeur. Aucune explosion n'a cependant été constatée, les panaches observés n'étant constitués que de l'importante quantité de poussières soulevée par les éboulements.
Les coulées qui descendent les pentes du volcan peuvent prendre deux formes différentes, typiques du volcanisme basaltique : elles peuvent être lisses, dites de type pāhoehoe, ou en grattons, dites de type ʻaʻā. Au départ, il s'agit de laves de même composition : ce sont généralement des basaltes aphyriques ou à olivine dont certains, très riches en olivine, peuvent être qualifiés d'océanite. Si l'écoulement se produit sans heurts, la lave reste lisse en surface et en se refroidissant forme des figures de draperies (on parle de laves cordées). Si l'écoulement est plus brutal, la libération des gaz forme en surface une sorte de « mousse » de blocs irréguliers : les gratons. À tout moment une lave de type pāhoehoe peut se transformer en lave de type ʻaʻā, alors que l'inverse est impossible.
La vitesse d'avancement d'une coulée dépend du débit et de la pente. Cependant le front de coulée se solidifiant au contact du sol froid ne peut progresser qu'assez lentement (au plus quelques km/h). En revanche, dès lors qu'une coulée a tracé son emprise, la lave peut y circuler à grande vitesse (plusieurs dizaines de km/h).
Certaines coulées qui sont alimentées abondamment ou qui proviennent d'éruptions à basse altitude atteignent le rivage et se jettent dans l'océan. Le contact avec l'eau salée provoque un panache de vapeur d'eau condensée et la formation de gaz irritants, notamment d'acide chlorhydrique. Les laves qui continuent à s'écouler et à s'ébouler sous l'eau se refroidissent en formant des pillow lavas, tandis qu'une plate-forme rocheuse se construit peu à peu agrandissant le contour terrestre de l'île.

## Histoire

### Premières explorations

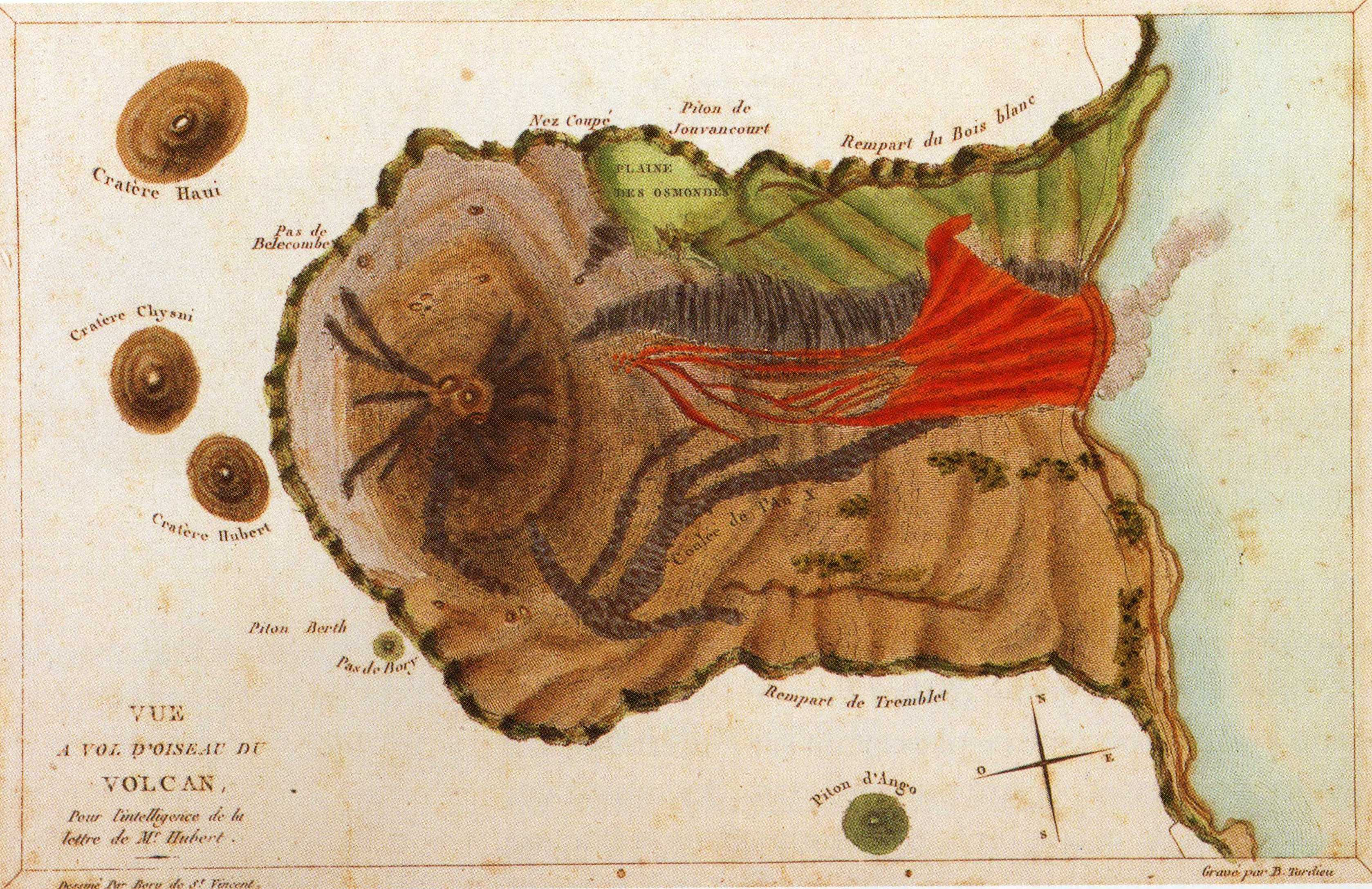
Le piton de la Fournaise dessiné par Bory de Saint-Vincent après l'éruption de l'an X.

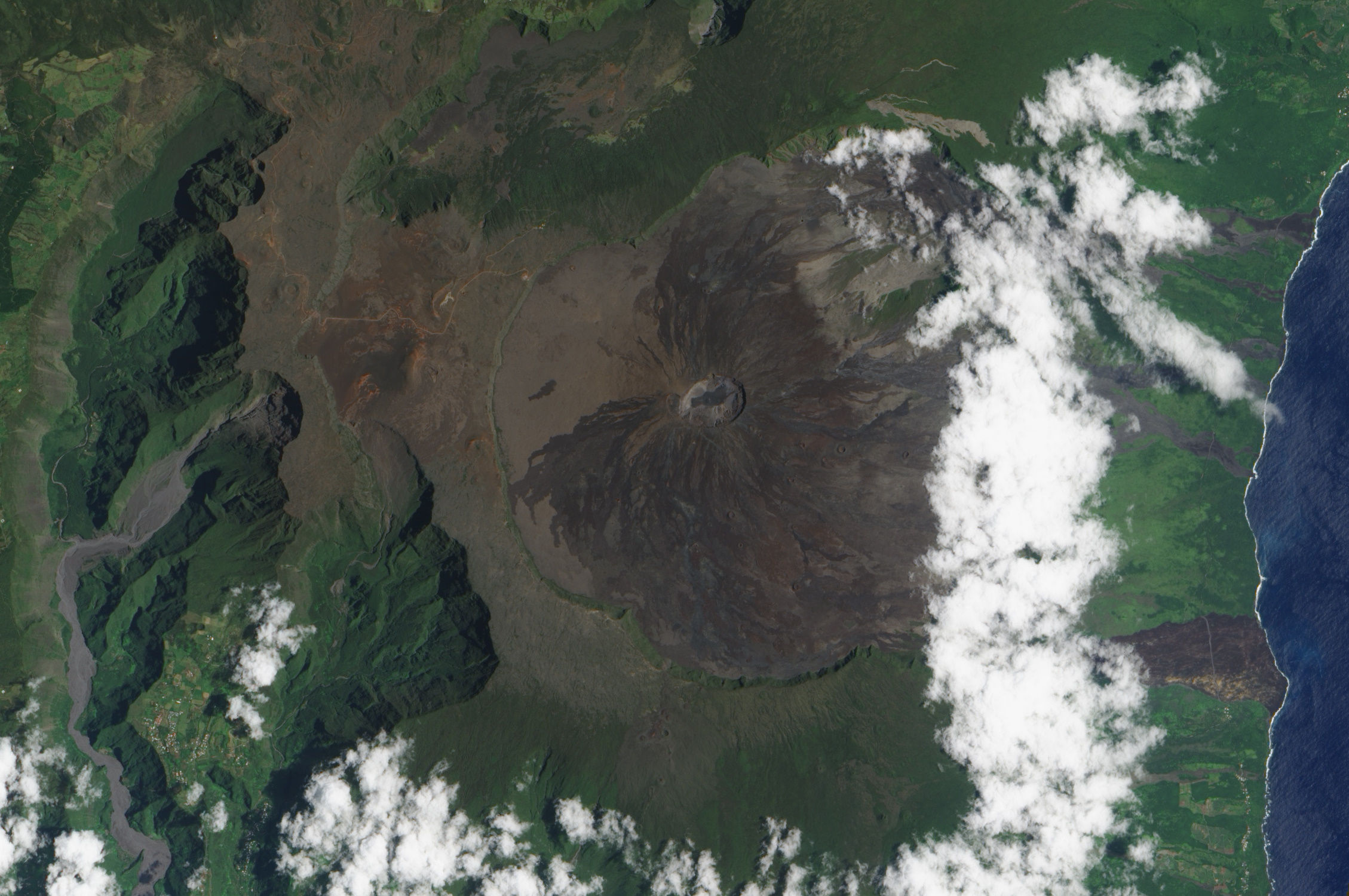
Le piton de la Fournaise vu de l'espace le 16 janvier 2009.

La première ascension documentée par écrit est réalisée par le chevalier Andoche Dolnet de Palmaroux, le 21 septembre 1751,. La description des lieux est assez médiocre, mais selon le récit du sieur Dolnet, un seul cratère sommital existe alors.
Une autre expédition, menée en octobre 1768 conduit à la découverte du pas de Bellecombe, du nom du gouverneur de l'île de l'époque, qui participe à l'expédition mais qui personnellement rebrousse chemin avant que le passage ne soit trouvé. On connaît de cette équipée au moins deux récits, le premier, assez détaillé, écrit par l'un des protagonistes principaux, l'intendant du roi Honoré de Crémont et publié en 1770 et dont l'arrivée près du sommet est ainsi relatée :

« À peine eûmes nous fait 50 pas que nous arrivâmes ſur une petite éminence d'où nous aperçûmes bien à découvert la bouche du Volcan à une grande portée de fuſil ; je ne puis exprimer la joie que je reſſentis d'avoir rempli, même au-delà de mes eſpérances, l'objet de mon voyage : car je ne m'attendois pas de le voir ſitôt & de ſi près. Nous reſtâmes ſur cette petite hauteur pour contempler à loiſir cette fournaiſe. Il étoit environ dix heures & demie du matin quand nous y arrivâmes ; il faiſoit le plus beau temps du monde ; l'air étoit calme & le ciel ſerein. Le bruit qui frappoit nos oreilles reſſembloit à celui de 20 à 30 ſoufflets de groſſes forges… »

L'autre, plus sommaire et peu flatteur pour M. de Crémont, retranscrit par Bory de Saint-Vincent dans son mémoire de voyage :

« Après deux jours de marche, on se trouva aussi peu avancé que si l'on n'eût rien fait. On était rendu au bord de l'Enclos, et l'Enclos paraissait une barrière insurmontable. Dégoûté par ce nouvel obstacle, M. de Belecombe renonça à un dessein à demi exécuté, et revint sur ses traces. M. de Crémon, plus déterminé, promit six pièces de toile bleue aux noirs qui trouveraient un pas dans le Rempart. Après bien des recherches un esclave vint annoncer qu'il avait trouvé le pas. M. de Montfleury, Guichard et l'esclave y descendirent seuls avec l'intendant ; ce n'est qu'en tâtonnant qu'on s'éleva sur les pentes du cône. C'était une bouche située à peu près à l'endroit où se voit le mamelon Central et qui donnait des matières fondues. On en approchait quand M. de Montfleury s'aperçut que M. de Crémon, excédé de fatigue et de soif, ayant, faute d'eau, bu tout le rhum qui restait dans son flacon, ne pouvait plus se soutenir ; le robuste Guichard le chargea sur ses larges épaules et aidé du noir, le ramena sur la plaine des Sables, au risque de tomber mille fois et de se tuer avec son fardeau. »

Les premières expéditions à caractère scientifique sont menées en 1771 et 1772 par Philibert Commerson (1727-1773) accompagné de Lislet Geoffroy (1755-1836), ce dernier alors âgé de moins de dix-sept ans.
L'intendant du roi, Honoré de Crémont, fait à nouveau aussi partie de la première équipée d'une quinzaine de personnes qui part du Baril (dans l'actuelle commune de Saint-Philippe).
On n'a rapport cependant de ces explorations naturalistes que par des documents dispersés (notes, croquis, correspondances et collections) car Commerson meurt en 1773 sans avoir jamais rien publié. Il écrit cependant à son beau-frère, le curé Beau :
« avoir été à l'escalade du volcan enflammé jusqu'à la hauteur de sa butte, en avoir essuyé une bouffée, une flamme veloutée qui n'a fait que m'effleurer à la vérité, mais qui a atteint très vivement celui qui me suivait… »
Lislet rapporte également cette description :
« L’Enclos est un rempart qui entoure le Volcan de trois côtés, il a à peu près la forme d’un fer à cheval, au sommet duquel serait la Montagne du Volcan, de la figure d’un cul de chapeau ; là, sa largeur est environ de cinq quarts de lieue, s’écartant irrégulièrement en descendant vers la mer par une pente rapide. »
En 1791, une explosion sommitale retentissante suivie de l'apparition d'un immense panache vertical de fumée noire et épaisse survient le 17 juillet et épouvante le pays. Une expédition menée par Alexis Bert à laquelle participent Jean-Joseph Patu de Rosemont (1767-1818) et Joseph Hubert (1747-1825) se rend au volcan. Bert parvient au sommet le 29 juillet et constate la formation d'un cratère d'effondrement à l'origine du Dolomieu, une nouvelle bouche qu'il trouve :
« … obronde, de cent toises environ de diamètre, et de cent vingt pieds de profondeur ; ses parois étaient formées de couches horizontales distinctes, rouges et comme interrompues : entre plusieurs de ces couches, sortaient des vapeurs qui avaient l'odeur de l'acide vitriolique fumant. Le fond n'était qu'un amas de scories et de débris, d'où s'échappaient çà et là des fumées sulfureuses qui avaient coloré en jaune plusieurs parties de la fournaise. »

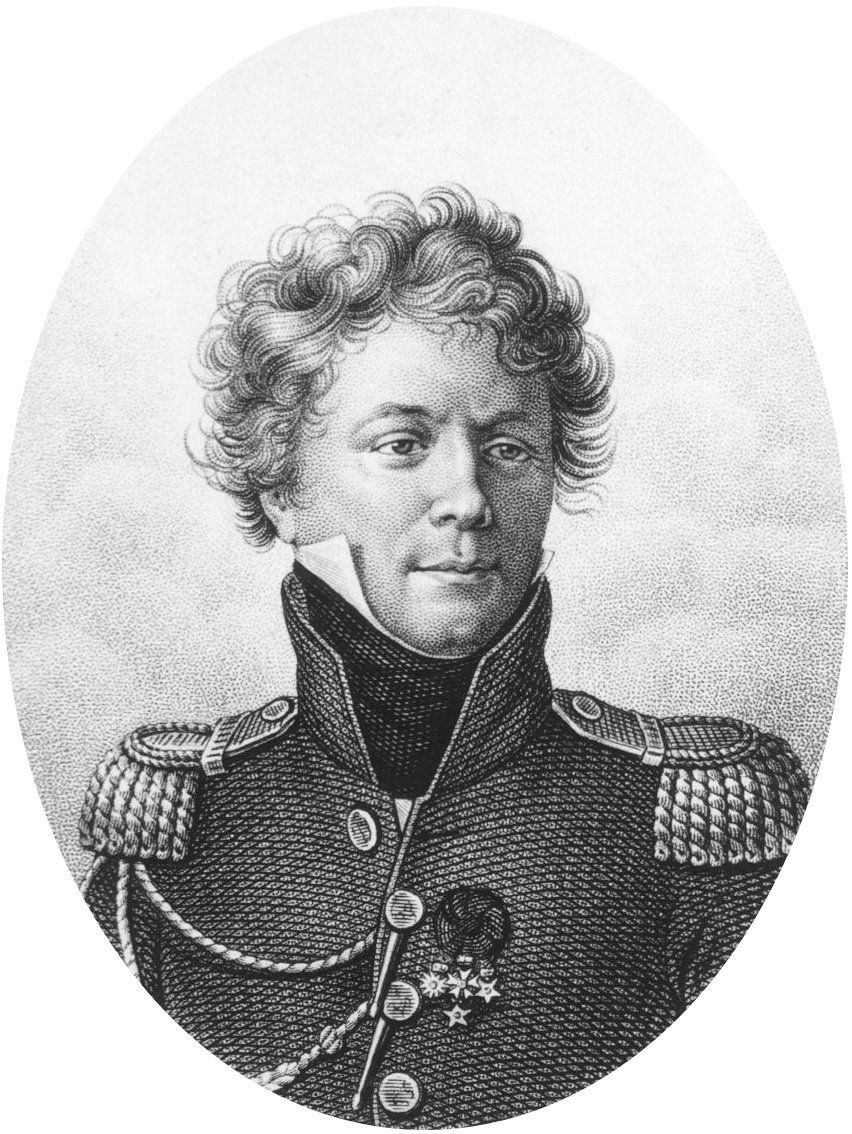
Jean-Baptiste Bory de Saint-Vincent.

Mais ce n'est qu'en 1801 qu'une véritable mission de reconnaissance générale est entreprise sous la direction de Jean-Baptiste Bory de Saint-Vincent (1778-1846), alors tout juste âgé de 23 ans. Le départ pour la première ascension se tient à Piton Sainte-Rose le 25 octobre. Bory, François Cochinard (un chasseur),  Marie-Jacques de Jouvancourt, trois esclaves noirs  et un fils de Jean Dugain,, passent par Bois-Blanc, longent le bas du rempart de Bois-Blanc jusqu'au trou Caron, rejoignent le pied du piton de Crac où est installé un bivouac, explorent la plaine des Osmondes. Bory atteint le 28 octobre 1801 à une heure de l'après-midi le « mamelon central » qui, situé entre le cratère Bory et le Dolomieu, marque à l'époque le sommet du volcan et correspond à un cône éruptif apparu en 1766. Une éruption se déroule au moment même aux pieds des visiteurs dans le cratère Dolomieu :

« À nos pieds du fond d'un abîme elliptique, immense, qui s'enfonce comme un entonnoir, et dont les parois formées de laves brûlées qu'entrecoupent des brisures fumantes, menacent d'une ruine prochaine, jaillissent deux gerbes contiguës de matières ignées, dont les vagues tumultueuses, lancées à plus de vingt toises d'élévation, s'entrechoquent et brillent d'une lumière sanglante, malgré l'éclat du soleil que ne tempérait aucun nuage. »

Bory gravit à nouveau le sommet de la Fournaise (toujours en éruption dans le cratère Dolomieu) le 20 novembre 1801 après être passé cette fois par la plaine des Cafres et la plaine des Sables.
De cette fréquentation du volcan finalement assez brève (deux ascensions en moins d'un mois), Bory laisse cependant des descriptions topographiques précises, une synthèse des observations antérieures, quelques planches dessinées devenues célèbres et des propositions d'explications sur les phénomènes volcaniques dont beaucoup se sont révélées justes. En naturaliste savant, il décrit de nombreux végétaux et minéraux et en collecte des échantillons. On lui doit éminemment d'avoir donné à la plupart des lieux les noms qu'ils conservent encore aujourd'hui.
Par ses travaux et son récit, Bory ouvre la voie à la fois à une connaissance volcanologique moderne et à une appropriation populaire par les Réunionnais d'un volcan autrefois entouré d'une aura maléfique.

### Le temps des guides
Jusque dans les années 1960, l'ascension du piton de la Fournaise, qui est devenue une excursion prisée, demeure cependant réservée à des visiteurs aisés ou passionnés car en l'absence de route d'approche, il faut monter une véritable expédition et requérir les services de guides et de porteurs.
L'accompagnement des visiteurs au volcan devient ainsi, comme activité d'appoint, une spécialité de certains habitants de la plaine des Cafres, particulièrement de ceux du Vingt-septième kilomètre, devenu aujourd'hui Bourg-Murat.
L'histoire de cette longue époque a notamment retenu le nom du guide Josémont Lauret, mort de froid et de fatigue dans la nuit du 6 octobre 1887, dont la stèle commémorative s'élève au bord du sentier de grande randonnée.
Au XXe siècle, les rendez-vous de départ se font à l'auberge du Volcan, près de l'actuelle Cité du Volcan. Les excursionnistes sont des Réunionnais, ou des touristes métropolitains, très rarement des touristes étrangers. En période d'éruption, piqués par la curiosité, ils sont évidemment plus nombreux. Quant au nombre de guides et de porteurs, il dépend surtout de la fortune des clients et de la durée prévue de l'expédition.
En général, la sortie au volcan se déroule sur trois jours. Les guides et les porteurs n'ont aux pieds que des chaussons de toile de jute, des souliers goni et ils portent leurs charges sur le dos dans des bertels ou sur la tête. La première journée permet de rallier le bord de l'enclos, la seconde comprend l'ascension à proprement parler du piton de la Fournaise et la découverte des cratères sommitaux, la troisième journée est consacrée au retour.
Jusque dans les années 1930, les randonneurs passent la nuit dans des cavernes, souvent la caverne des Lataniers ou dans des camps de gaube, abris hémisphériques de branchages recouverts de plaques de pelouse naturelle. Puis un gîte est édifié près du pas de Bellecombe pour le repos nocturne des marcheurs. Ce gîte, au départ une simple cabane, devient au fil des ans, après diverses transformations, extensions et reconstructions, l'actuel gîte du volcan et son restaurant.

### Histoire éruptive

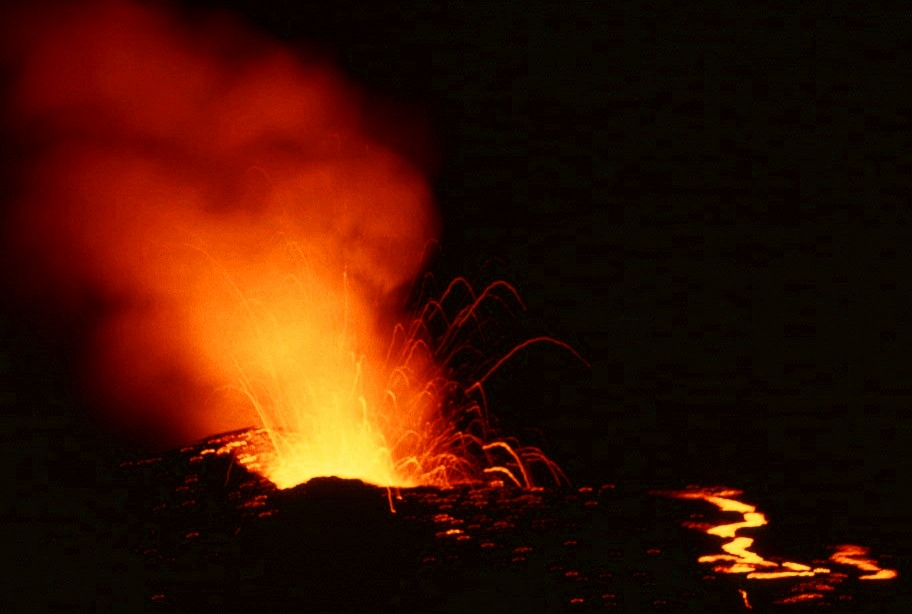
Éruption de 1981.

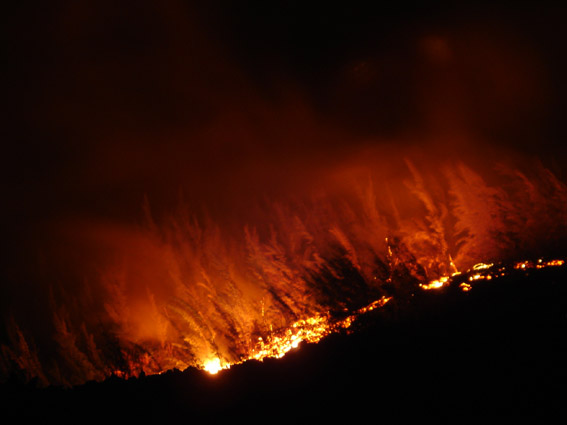
Éruption d’août 2004 sur les pentes du volcan.

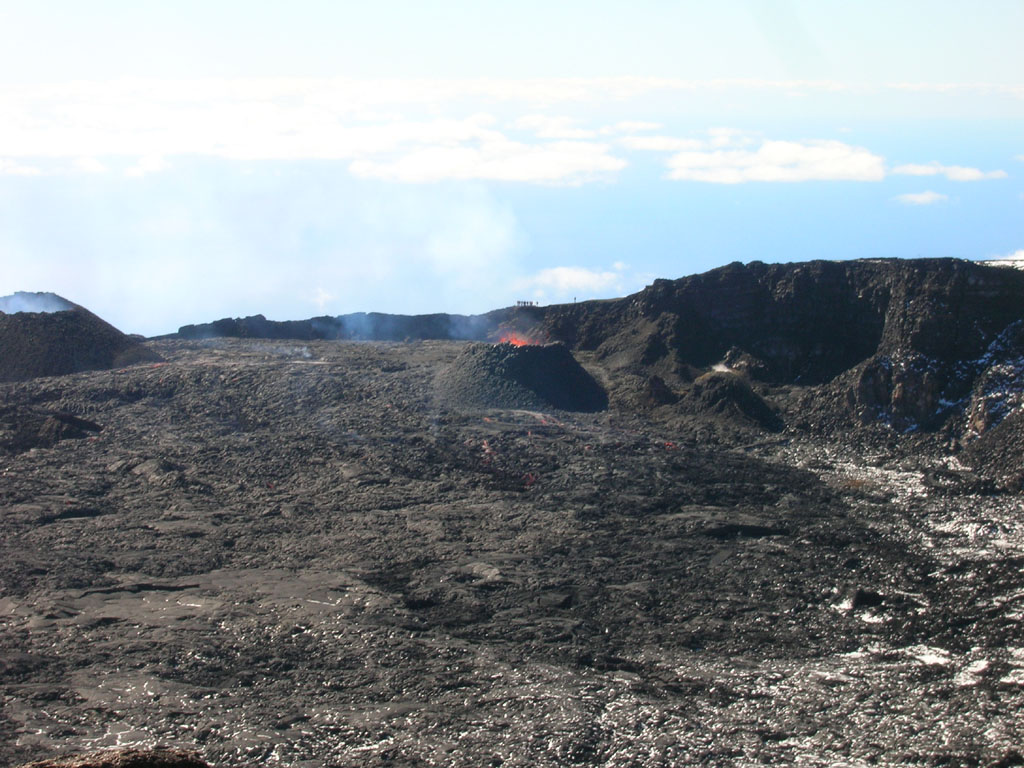
Éruption d’octobre 2006 dans le cratère Dolomieu.

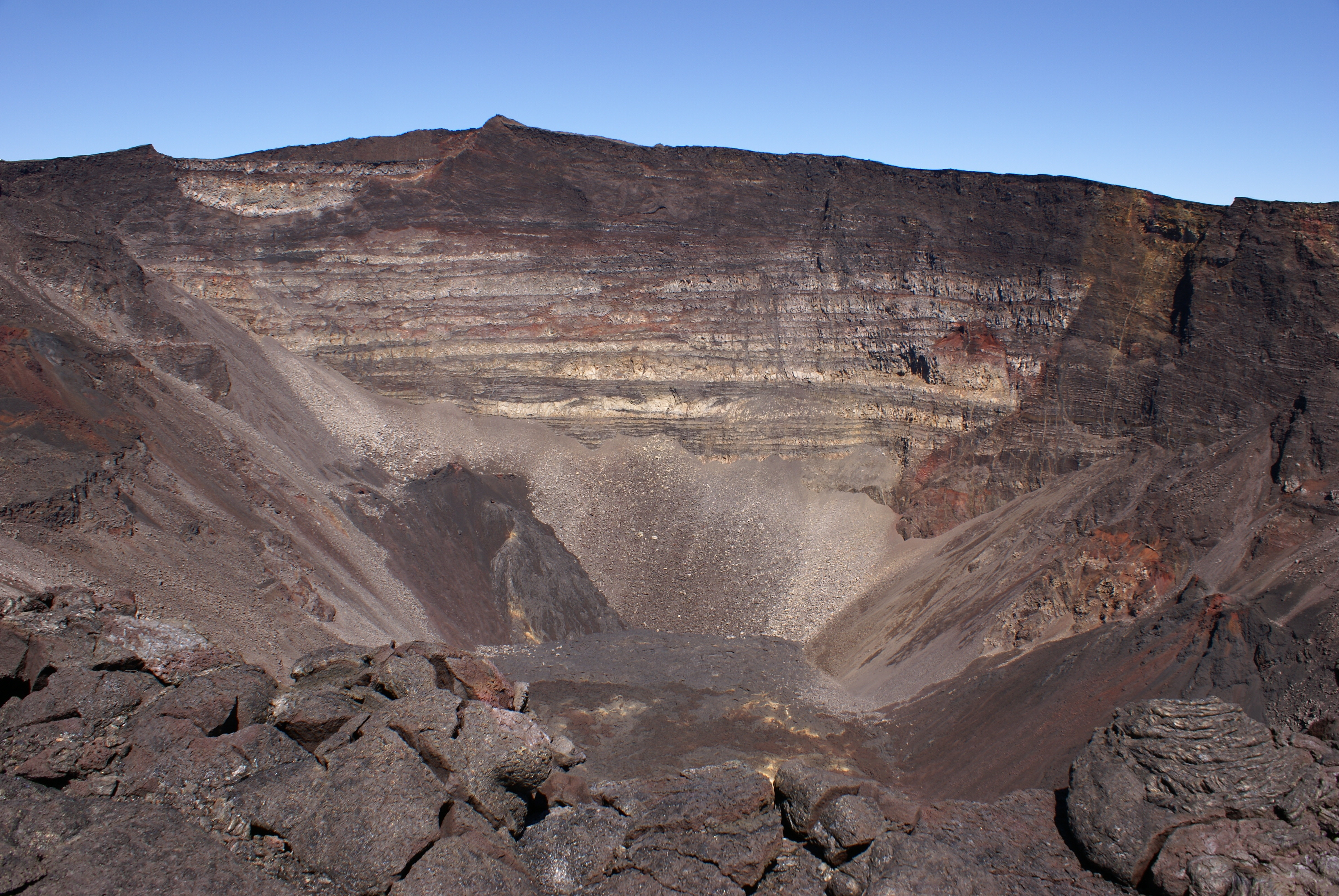
Le cratère Dolomieu après l'effondrement d'avril 2007.

Au total, depuis 1650, date des premières observations dont il subsiste des traces écrites, près de 200 éruptions ont été enregistrées. Elles ne le sont systématiquement que depuis le milieu du XXe siècle[précision nécessaire].
Depuis que le volcan est observé, les éruptions ont le plus souvent été recensées dans les trois cratères sommitaux du cône central (cratère Bory, enclos Vélain et cratère Dolomieu) ou à l’intérieur de l’enclos Fouqué.
Cependant, 6 éruptions fissurales hors de l’enclos se sont déjà produites, dont les plus marquantes survenues récemment :
- en 1977, à proximité du village de Piton Sainte-Rose (Sainte-Rose) qui fut en partie détruit ;
- en 1986, près du village du Tremblet (Saint-Philippe) où huit habitations[27] furent détruites par les coulées de la ravine Takamaka et de la pointe de la Table.

Depuis au moins 80 ans, le piton de la Fournaise alterne des périodes d'activité intense (12 à 24 ans) et des périodes de repos (3 à 6 ans). L'analyse des laves émises entre 1942 et 2017 révèle un lien étroit entre leur composition isotopique en strontium (87Sr/86Sr) et l'activité cyclique du volcan. Les cycles éruptifs sont initiés par la fusion de régions fertiles (riches de quelques % de pyroxénites) et sont progressivement alimentés par des liquides issus de régions réfractaires (baisse de 87Sr/86Sr),.

#### Histoire récente
Après une période d’inactivité de plus de cinq ans entre 1992 et 1998, le piton de la Fournaise est redevenu très actif. À la suite de l’éruption de mars 1998 qui dura 196 jours, il y a eu au moins un épisode éruptif chaque année jusqu'en 2010, avant une pause jusqu'en 2014, et une reprise au même rythme.
La grande éruption de 2007, débutée le 2 avril 2007, a connu une rare intensité. La fissure apparue à basse altitude a émis des hautes fontaines de lave qui ont déversé dans l’océan des millions de m3 de roches en fusion. Les habitants du village du Tremblet situé à proximité, vivant dans l’angoisse d’une sortie de lave hors-enclos qui ne s’est finalement pas produite, ont néanmoins subi des retombées de cendres et de lapillis, diffusion de gaz soufrés et de vapeurs acides, et des incendies de forêt. Le soutirage de la lave contenue dans les chambres magmatiques présentes à l’intérieur du volcan a par ailleurs provoqué un effondrement du cratère Dolomieu.
Les éruptions qui ont suivi se sont déroulées assez discrètement à l'intérieur du cratère Dolomieu effondré : du 21 septembre au 2 octobre 2008, du 27 au 28 novembre 2008 puis du 15 décembre 2008 au 4 février 2009.
Deux éruptions « éclair » de quelques heures sont survenues encore fin 2009, le 5 novembre 2009 à partir de 21 h locales sur le flanc est du cratère Dolomieu, et un mois plus tard, le 14 décembre 2009 à partir de 18 h 45 sur le flanc sud du Dolomieu.
L'éruption suivante s'est déroulée du 2 au 12 janvier 2010,. Une nouvelle éruption a commencé le 14 octobre 2010 à 19 h 10 dans le secteur du cratère Château Fort pour se terminer le 31 octobre. Cette même année, une troisième éruption se déroule du 9 au 10 décembre.
Après trois années et demie de repos, une brève éruption se déclenche le 21 juin 2014 pour s'achever le jour-même. La fissure éruptive qui s'est ouverte près du sommet laisse filer deux coulées de lave sur le flanc sud-est du volcan. À nouveau, du 4 février 2015 au 15 février 2015, le piton de la Fournaise connaît une éruption de faible ampleur.
Le 17 mai 2015, après une crise sismique importante, une nouvelle éruption débute. Elle est précédée par une sismicité plus profonde que d'habitude, c'est-à-dire située jusqu'à 7 km sous le niveau de la mer. Le débit et le volume des laves de cette éruption ont été les plus importants enregistrés depuis 2008.
Depuis la fin de l'éruption de mai 2015, les données acquises par l'observatoire volcanologique du piton de la Fournaise montrent un gonflement continu du volcan et une augmentation de la micro-sismicité sous le cône sommital depuis le 6 juillet 2015. Des émissions importantes de sulfure d'hydrogène ont été mesurées avant la réapparition de la micro-sismicité. Une éruption débute le 31 juillet 2015 à 9 h 20 et se termine le 2 août 2015. Une nouvelle éruption commence le 24 août 2015.
Le 26 mai 2016 au matin, une nouvelle éruption a lieu sur le flanc sud-est du volcan. Elle dure quelques heures et ne présente aucun danger pour la population.
Le 11 septembre 2016, le volcan entre en éruption pour la deuxième fois de l'année. L'observatoire volcanologique du piton de la Fournaise enregistre une augmentation de l'activité sismique, largement supérieure à celle observée les jours précédents. L'éruption dure une semaine.
Aux alentours de 11 h, le 31 janvier 2017, une éruption se déclenche au piton de la Fournaise pour la première fois de l'année et dure 27 jours. Le volcan entre en éruption pour la deuxième fois le 17 mai 2017 dans une zone inhabitée de l'île de La Réunion, puis à nouveau depuis le 14 juillet 2017.

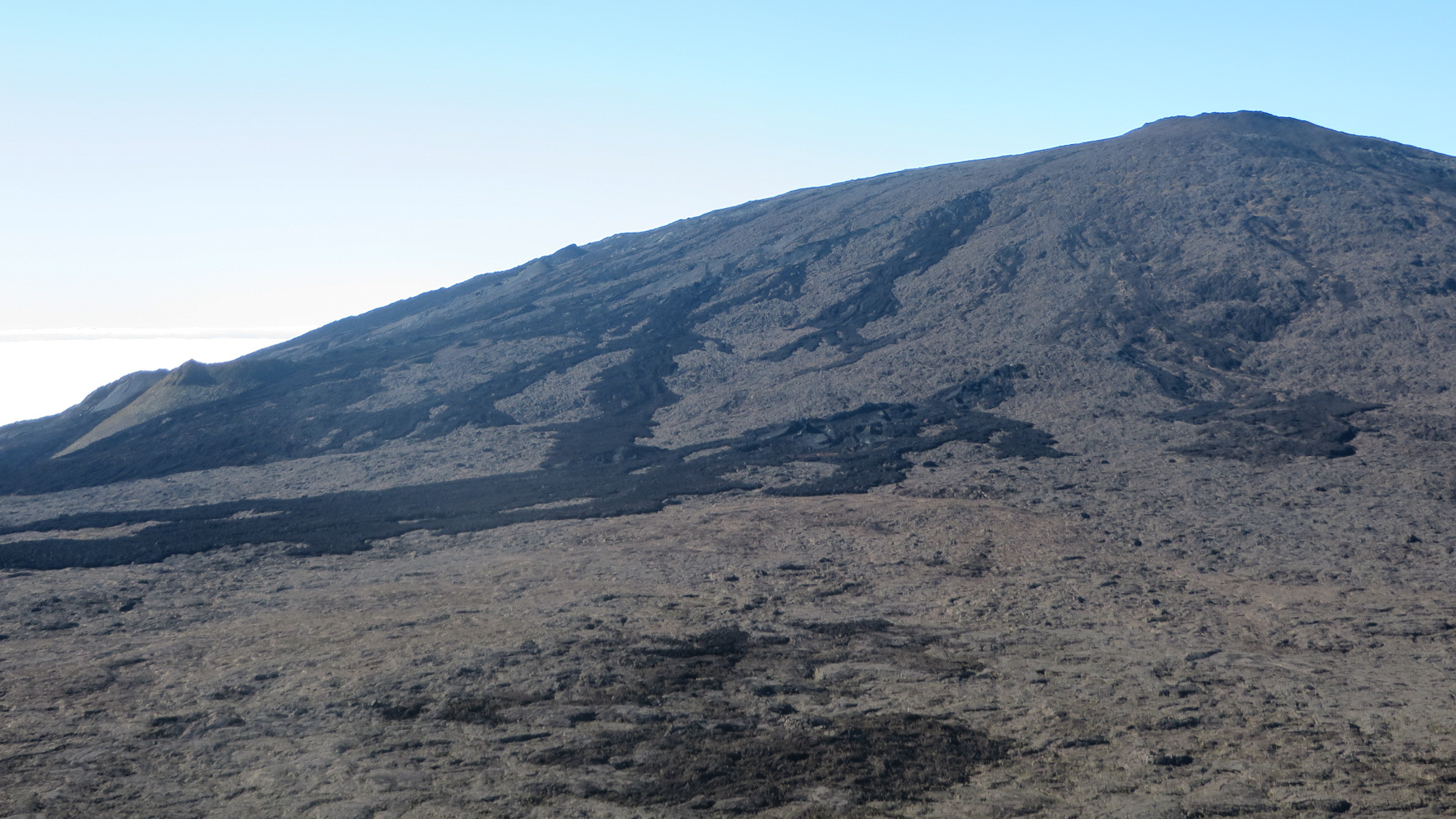
Coulées de lave sur le flanc nord en juillet 2018.

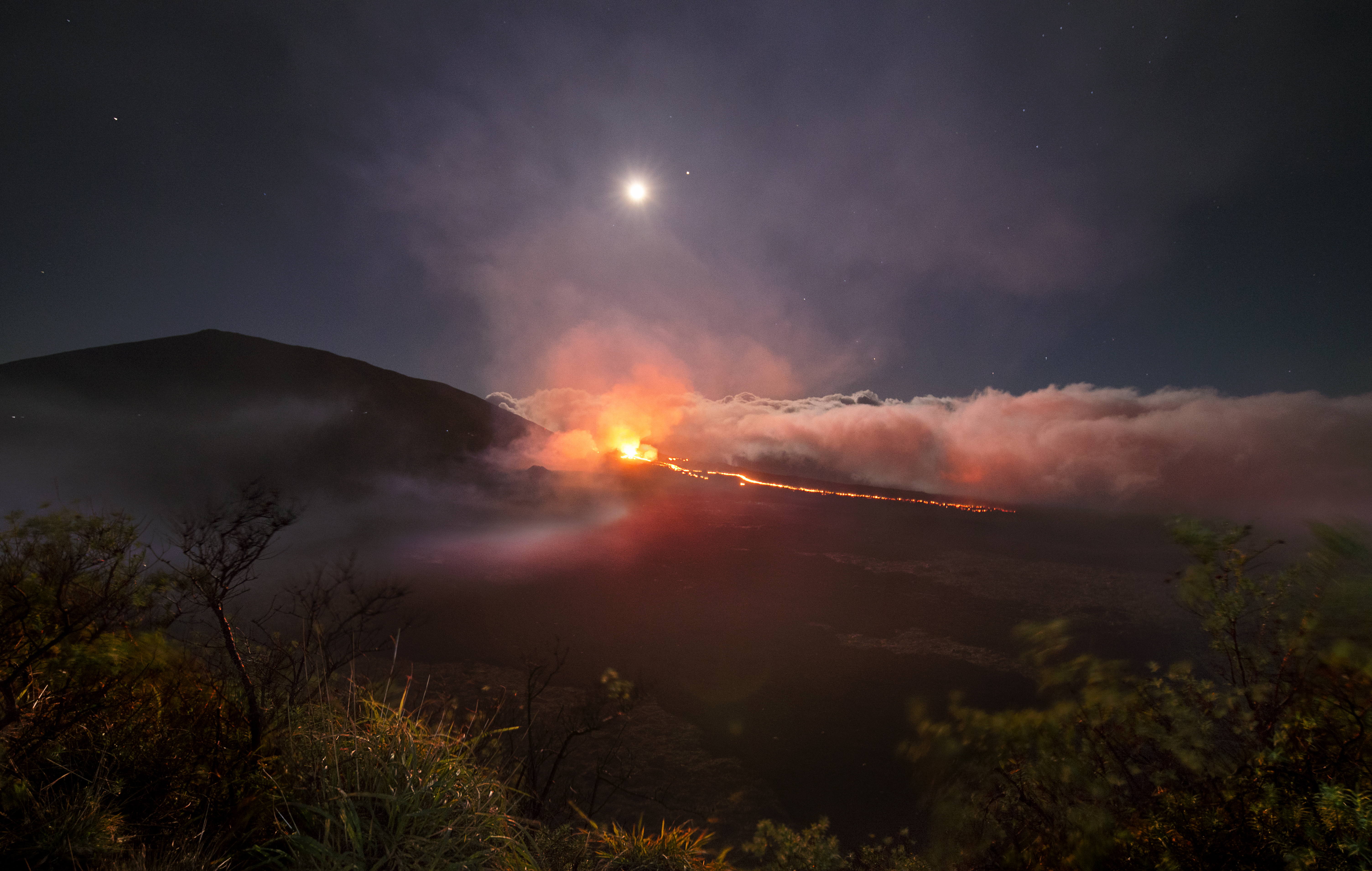
Éruption de 2018.

En 2018, une première éruption débute sur le flanc nord par une crise sismique avec le signal d'une activité de surface le 3 et 4 avril. Une seconde éruption débute sur le flanc sud le 27 avril et se termine le 1er juin. Une troisième éruption intervient au cours de la journée du 13 juillet 2018. Celle-ci se produit face au pas de Bellecombe et engloutit une partie du sentier d'accès au sommet ainsi que la chapelle de Rosemont. La quatrième éruption de l'année 2018 débute dans la nuit du 14 au 15 septembre et dure jusqu'au 1er novembre.
Le piton de la Fournaise connaît en 2019 une série d'éruptions, cinq en tout. La première éruption a lieu du 18 février au 10 mars. Une deuxième éruption se déroule sur le flanc est du 11 juin à 6 h 35 au 13 juin vers 12 h. Une troisième éruption qui a eu lieu au niveau de la chapelle de Rosemont, s'est produite à nouveau, du lundi 29 juillet à 5 h 13 jusqu'au mardi 30 juillet à 4 h 30. Une quatrième éruption s'est produite du dimanche 11 août à 16 h 20 jusqu'au jeudi 15 août à environ 22 h 0. Et enfin, la cinquième éruption s'est produite du vendredi 25 octobre à 14 h 40 jusqu'au dimanche 27 octobre 2019 à 16 h 30.
Le piton de la Fournaise connaît trois éruptions en 2020, deux en 2021, et une en 2022 du 19 septembre au 7 octobre 2022 sur le flanc sud-ouest, créant le piton Iris, un cône volcanique de 39 mètres de hauteur.
Le piton entre à nouveau en éruption le 2 juillet 2023, jusqu'au 10 août suivant.

## Ascension

### Parcours et sites d'intérêt

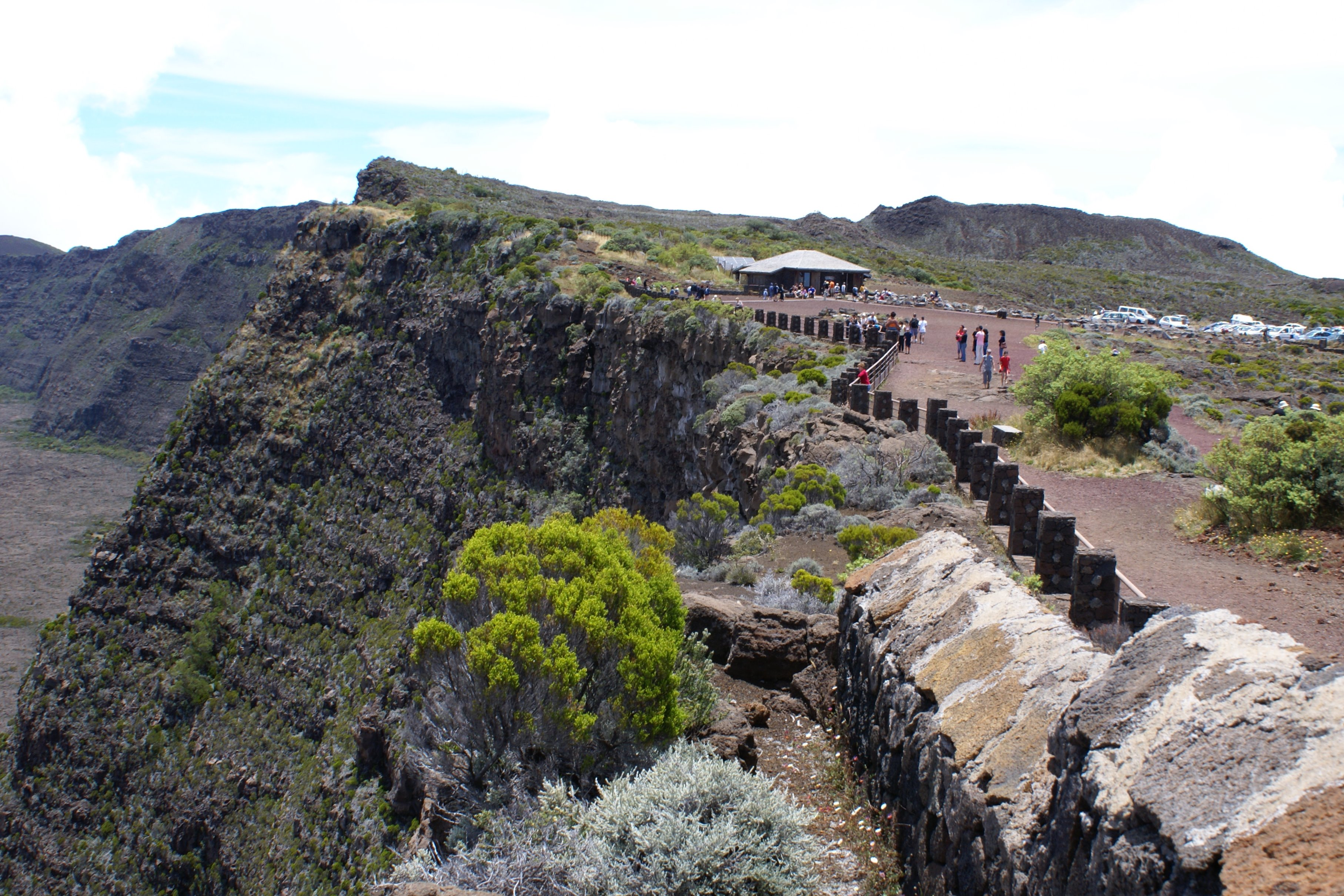
Le parking du pas de Bellecombe.

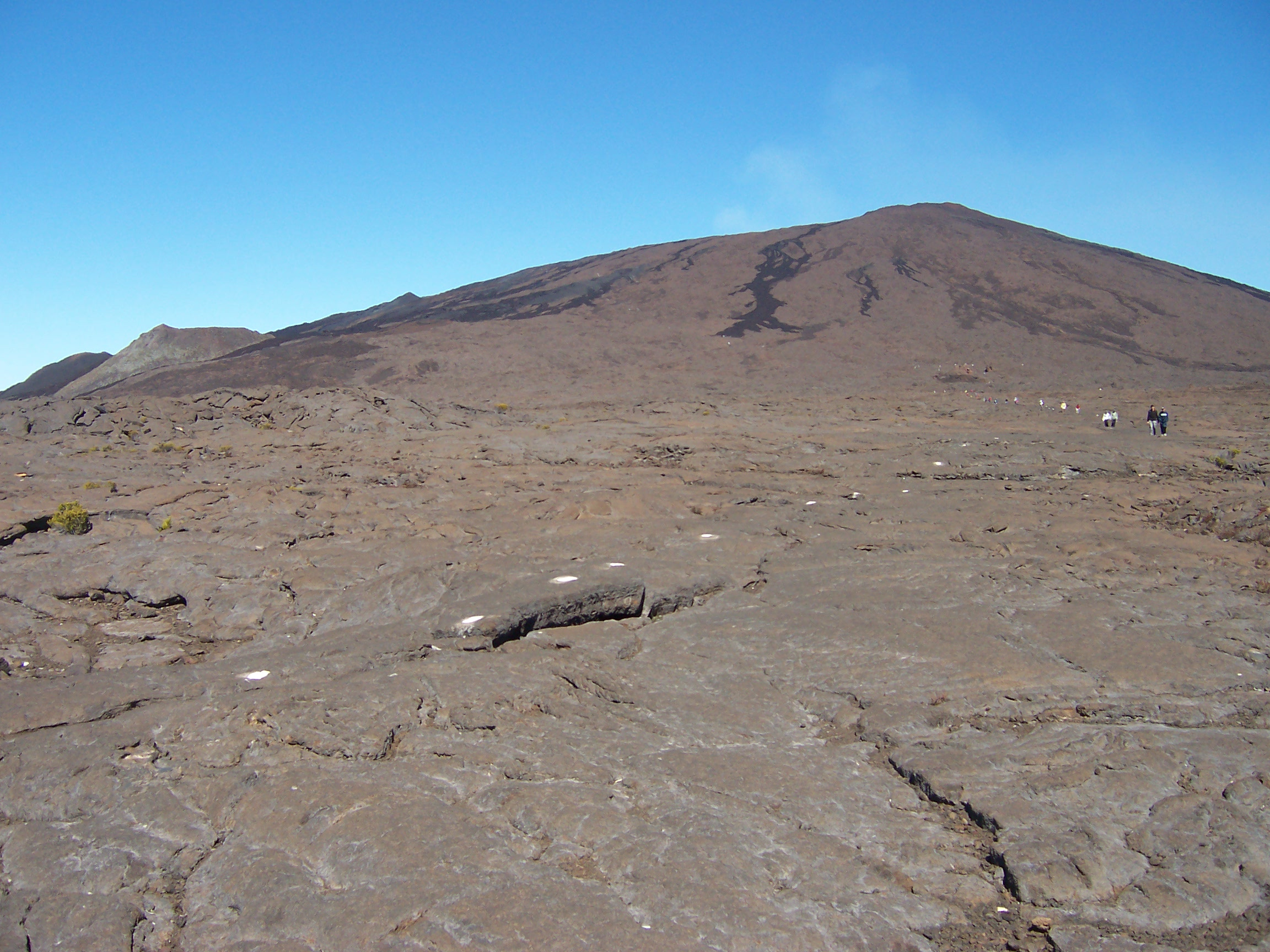
L'itinéraire pédestre balisé d'accès au sommet.

La route forestière no 5 dite « route du Volcan » (route carrossable revêtue jusqu'à la plaine des Sables, puis empierrée) mène sans difficulté depuis le village de Bourg-Murat jusqu'au bord de la dernière caldeira au lieu-dit du « pas de Bellecombe-Jacob ». Au terminus, le site qui surplombe ainsi l'enclos Fouqué dispose d'un parking et d'une aire panoramique aménagée permettant par beau temps de découvrir le cône terminal. À proximité se trouve le « gîte du Volcan » où il est possible de passer la nuit.
Après l'éruption d'avril 2007 au cours de laquelle le fond du cratère Dolomieu s'est effondré de plus de 300 m, l'ascension du sommet a été officiellement interdite au public jusqu'en décembre 2009. Les bords des cratères sommitaux fissurés et déstabilisés continuent en effet à se détacher fréquemment et subitement.
Depuis le 24 décembre 2009, un accès a été rouvert jusqu'à un point unique d'observation stable situé sur le bord est du cratère Dolomieu. Le tour des cratères demeure quant à lui interdit en raison de la persistance du danger d'effondrement.
En conditions normales d'ouverture, il faut, avant de gravir le sommet de la Fournaise, descendre au préalable dans l'enclos par le sentier du rempart de Bellecombe. Au pied de la paroi débute un chemin, balisé pour prévenir l’égarement des randonneurs dans le brouillard, très fréquent autour du volcan. Ce chemin est matérialisé par de grosses taches de peinture blanches.

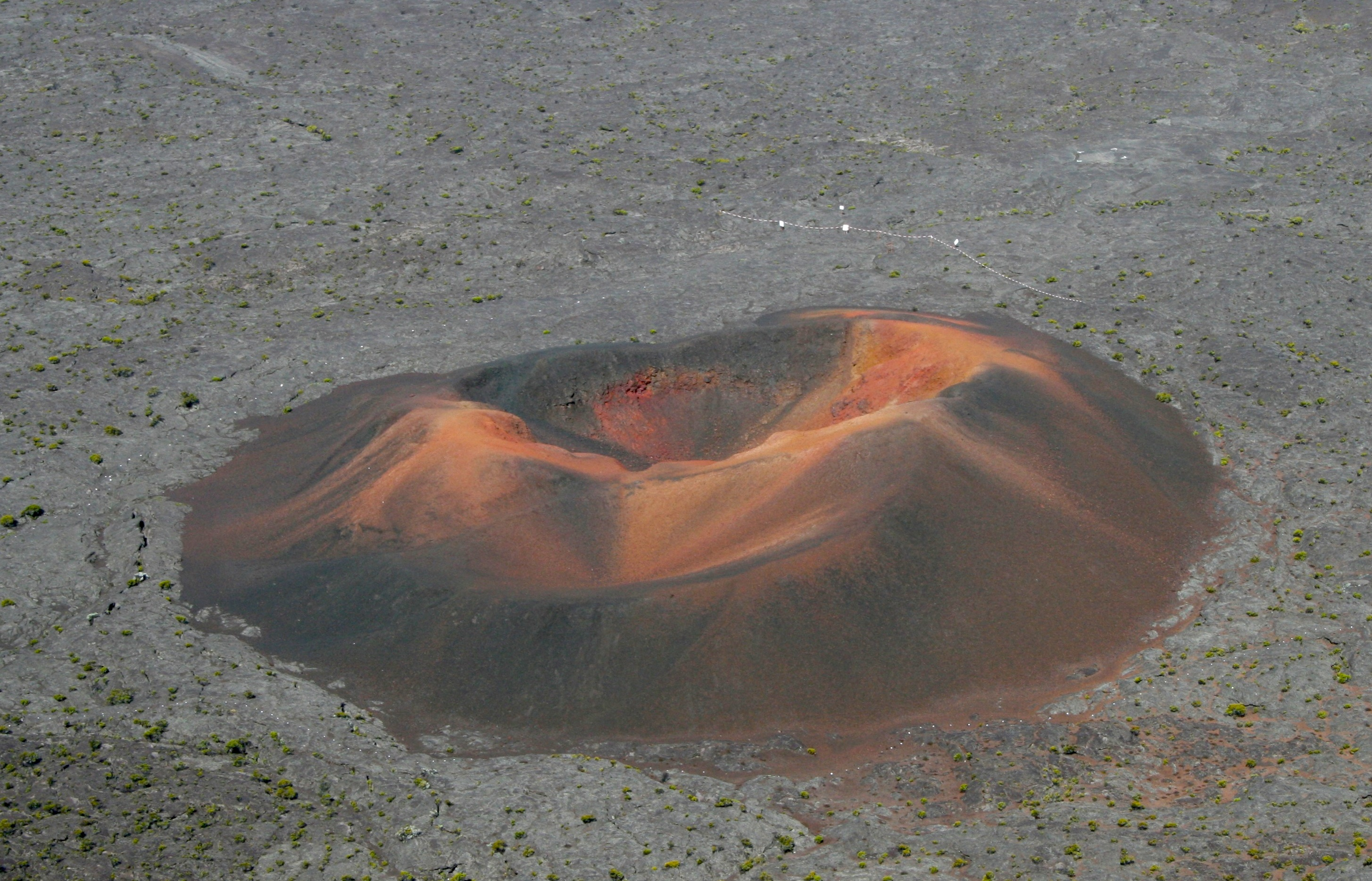
Le Formica Leo vu du Pas de Bellecombe (2010).

Après quelques centaines de mètres, le sentier passe près d’un petit cône de scories appelé le « Formica Leo ». Il conduit ensuite, quasiment en terrain plat, à un petit édifice creux haut d’une dizaine de mètres de hauteur, la « Chapelle de Rosemont », un hornito à l’intérieur vitrifié (pratiquement enseveli sous les laves depuis le 13 juillet 2018).
L'itinéraire actuel file ensuite sur la gauche pour s'élever progressivement sur le flanc nord du piton en le contournant d'un demi-tour.
L'ancien itinéraire permettait quant à lui de partir vers la droite pour une ascension directe jusqu'au cratère Bory, de poursuivre par un tour des cratères Bory et Dolomieu puis éventuellement de revenir par le flanc nord. L’accès à l’intérieur du cratère Dolomieu était quant à lui interdit de manière permanente depuis l'arrêté préfectoral du 11 septembre 1992, le fond et les parois du cratère ayant été de tous temps instables et susceptibles d'effondrements subits.
Sur le rebord nord du cratère Dolomieu se trouvait la « Soufrière », un gouffre dégageant du soufre apparu en 1964. Ce gouffre a été emporté avec l'effondrement du cratère en avril 2007.

### Règlementation de l'accès

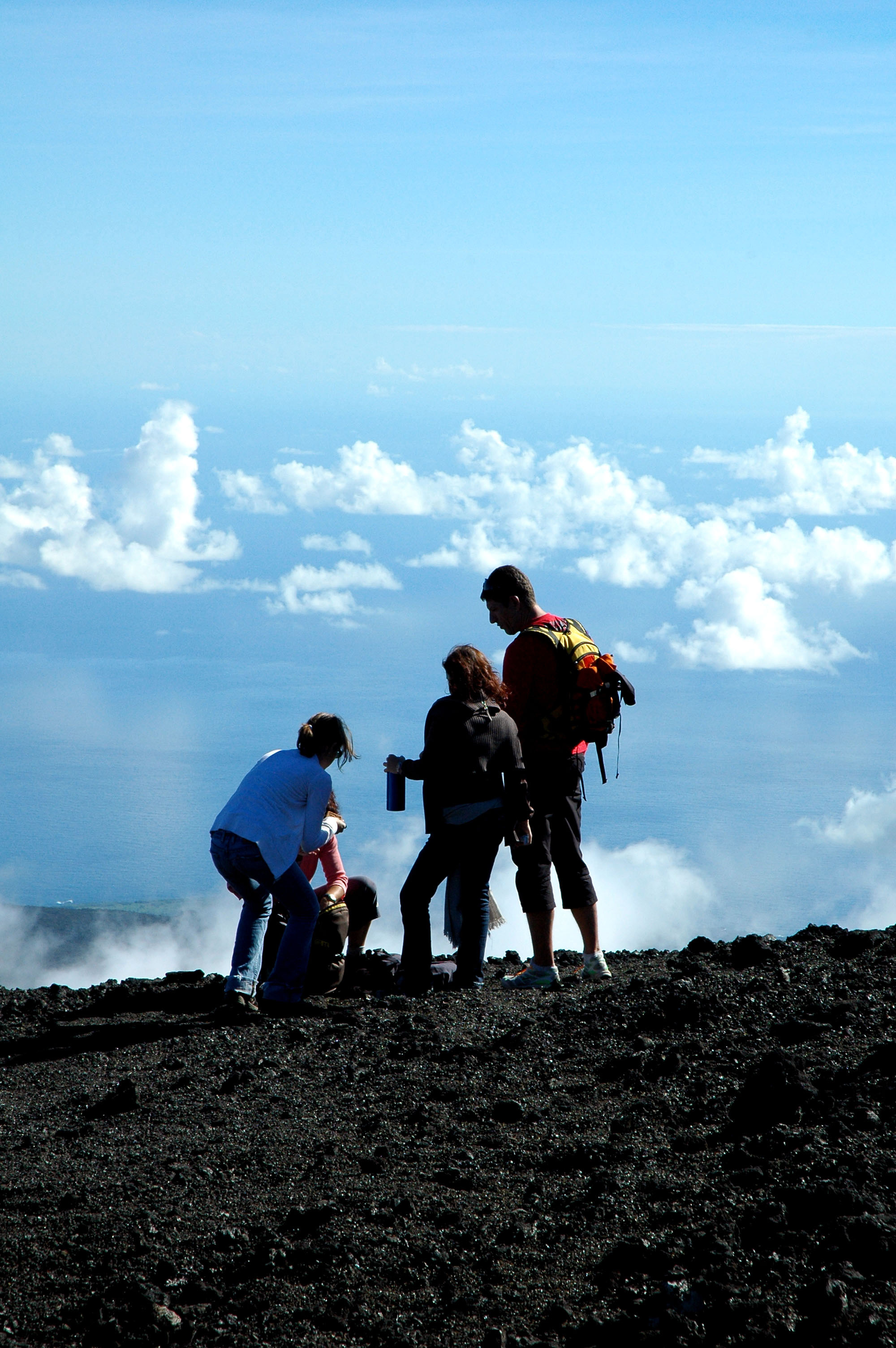
Randonneurs sur le piton de la Fournaise

Tant que l'absence de route imposait une longue marche d'approche, l'accès au piton de la Fournaise restait entièrement libre, même en période éruptive, sous la seule responsabilité des guides et des visiteurs qui formaient une élite passionnée ou fortunée.
Avec la démocratisation de l'automobile, le volcan devient rapidement un site naturel très fréquenté, notamment lors d'éruptions facilement visibles. Le premier embouteillage mémorable se déroule ainsi dans le Grand Brûlé en 1961. Mais c'est en 1972 lors de la première éruption qui suit l'ouverture complète de la route forestière du Volcan (celle-ci ayant été achevée jusqu'au pas de Bellecombe en 1968) que le préfet de La Réunion, inquiet d'une éventuelle affluence massive des curieux, prend un arrêté d'interdiction d'accès à l'enclos le 9 août 1972. La contestation populaire est vive et la Préfecture autorise finalement l'accès à de petits groupes encadrés par des guides. Mais le temps est exécrable, l'expédition tourne à la déroute, trois personnes meurent de froid, une dizaine sont hospitalisées.
Entre 1972 et 1998, l'accès au volcan demeure généralement libre, même pendant les éruptions.
Lors de l’éruption de 1998, qui se trouve être visible depuis le pas de Bellecombe, l’affluence du public provoque des embouteillages de plusieurs heures. L’accès est fermé aux véhicules et un système de navette payante est mis en place provisoirement.
À la suite de cette expérience, une étude de faisabilité est entreprise sur l’opportunité de remplacer durablement la libre circulation par un système pérenne de navettes, étude demeurée jusqu'à présent sans suite.
Mais depuis lors, l'État met en œuvre à l'occasion de chaque éruption un dispositif de réglementation et d'organisation de l'accès aux sites d'éruption, en essayant de trouver les formules qui concilient au mieux sécurité publique et visibilité du spectacle de la nature. À la lumière des enseignements propres à chaque éruption, le dispositif-type évolue au cours des ans. Son application ne cesse cependant jamais de susciter des débats polémiques relatifs à la sécurité ou à la liberté de circuler. Un portail est mis en place à l'entrée du sentier pour matérialiser les fermetures préfectorales de l'enclos lors des éruptions.

## Surveillance volcanologique

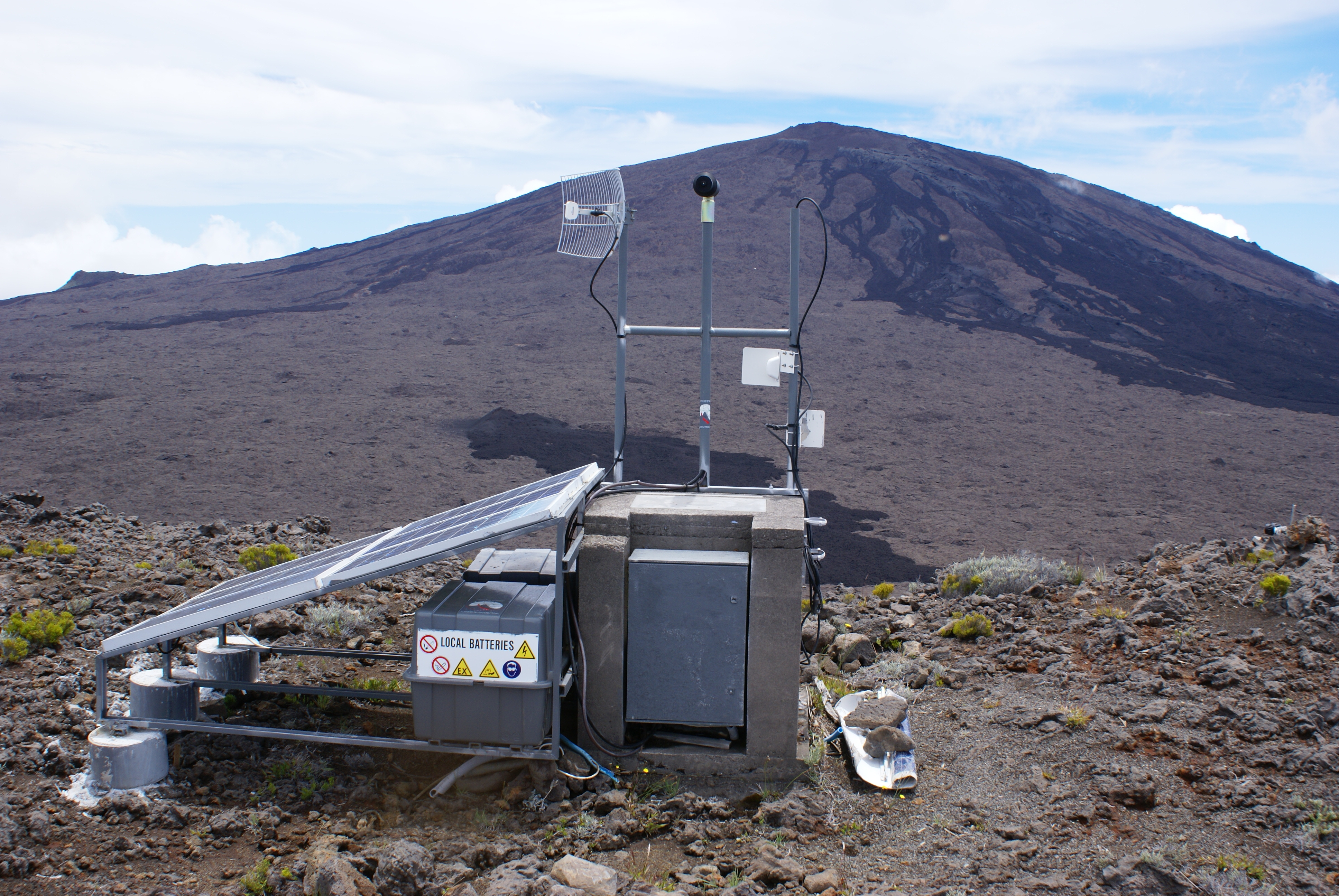
Installation GPS (et sa station d'alimentation électrique solaire) utilisée pour surveiller les déformations du volcan.

Alors que l'île d'Hawaï dispose d'un observatoire volcanologique depuis 1912, La Réunion en reste dépourvue jusqu'à la fin des années 1970. C'est l'éruption destructrice de Piton Sainte-Rose survenue hors-enclos à la surprise générale en avril 1977 qui déclenche la décision de créer un observatoire pour surveiller le piton de la Fournaise, l'étudier et en prévoir les réveils.
L'Observatoire volcanologique du piton de la Fournaise (OVPF) est ainsi créé en 1979. Les chercheurs et techniciens s'installent en 1980 dans les locaux construits au village de Bourg-Murat, sur le territoire communal du Tampon, à une vingtaine de kilomètres du sommet du volcan.
La mission de l'Observatoire, établissement dépendant de l'Institut de physique du globe de Paris, est double :
- apporter aux autorités de La Réunion l'information nécessaire à la sécurité des populations ;
- étudier le volcan et ses éruptions pour améliorer la connaissance scientifique (et pour partie en retour l'organisation de la sécurité).

Le piton de la Fournaise est, depuis la mise en place de l'Observatoire, ausculté en continu grâce à des capteurs positionnés sur le terrain pour former quatre réseaux de surveillance :
- un réseau sismologique, composé de sismographes, à la fois de type « large bande » et « courte période », capables de détecter les séismes de proximité et de faible magnitude provoqués par le magma sous pression, qui pour se frayer un passage de sortie, fracture les masses rocheuses à l'intérieur du volcan ;
- un réseau topographique, qui à l'aide d'appareils comme les inclinomètres, les extensomètres et les récepteurs GPS, permet d'apprécier les moindres déformations du massif, notamment les gonflements que provoque la montée du magma ;
- un réseau de détection des émissions de gaz par les fumerolles du sommet du volcan (DOAS, MultiGaS) ou par le sol. Jusqu'à la fin des années 1990, l'OVPF avait entretenu un réseau de capteurs de mesure du gaz radon, gaz radioactif qui s'échappe avec les autres gaz éruptifs avant même le jaillissement de la lave.

Enfin plusieurs caméras de surveillance complètent le dispositif et facilitent la localisation des points d'éruption et des coulées. Tous ces appareils situés loin de tout équipement public sont autonomes en énergie grâce à des capteurs solaires et des batteries et communiquent leurs mesures directement et en permanence à l'Observatoire à Bourg-Murat par transmission radio.
Ce sont les évènements sismiques (l'apparition de secousses localisées de plus en plus fréquentes), topographiques (le gonflement du massif) et l'évolution de la composition des gaz qui forment les signes annonciateurs les plus fiables d'une éruption prochaine, sans que le délai de sortie effective de la lave puisse cependant être prévu avec précision.
Depuis 2016, le satellite SPOT5 piloté par le Centre national d'études spatiales (CNES) et l'Agence spatiale européenne (ESA) prend une image de la Réunion, et de 150 autres sites, tous les cinq jours. Mené par le CNES avec une forte participation financière de l'ESA, ce projet planifié de longue date a davantage ciblé l'Ouest de l'île jusqu'en mai 2016 (l'île de La Réunion est un peu trop grande pour entrer complètement dans le champ visuel des instruments de SPOT5).
À l'annonce d'une éruption qui se prépare, un dispositif de sécurité civile est enclenché sous l'autorité du préfet de La Réunion. Ce dispositif comporte plusieurs phases :
- la vigilance volcanique lorsqu'une éruption à court ou moyen termes devient très probable ;
- l'alerte no 1 quand elle devient imminente ;
- l'alerte no 2 quand l'éruption est en cours.

## Géothermie
Le piton de la Fournaise pourrait, dans les prochaines années, être exploité pour produire de l'énergie électrique par géothermie, en utilisant de présumés gisements d'eau chaude qui seraient piégés à l'intérieur du volcan.
Des campagnes de mesures magnétotelluriques menées au début des années 2000 ont permis de localiser la position possible de tels gisements d'eau chaude. Cependant, selon les experts Il y a seulement 50 % de chance qu’elles correspondent à la signature d’un système géothermal à haute température. D'autre part, contrairement au massif du piton des Neiges, il n’existe pas dans le massif du Piton de la Fournaise d’indice de surface de la présence d’un système géothermal (fumerolles, sources chaudes, etc.).
Des micro-forages exploratoires profonds étaient prévus en 2008, pour vérifier la présence de ces réservoirs géothermiques naturels et pour évaluer leur exploitabilité. Ce projet de forages, qui était susceptible de compromettre l'aboutissement du dossier de candidature de l’île pour son inscription à la liste du patrimoine mondial de l'UNESCO a été arrêté.